# Tréguennec
Tréguennec [tʁegɛnɛk] est une commune riveraine de la baie d'Audierne, dans le département du Finistère en région Bretagne, en France. Ses habitants sont appelés les Tréguennécois.
Sur le territoire de la commune se trouvent les vestiges de l'usine de concassage de galets de Tréguennec, maillon important de l'Organisation Todt, qui fit construire le Mur de l'Atlantique lors de la Seconde Guerre mondiale.

## Géographie

### Localisation
Tréguennec fait partie de l'entité de tradition dite pays Bigouden (autrefois Cap Caval), célèbre par la haute coiffe que ses femmes portent jusqu'aux premières années du XXIe siècle et la commune est littorale de la baie d'Audierne[réf. nécessaire].
| Baie d'Audierne | Tréogat             | Plonéour-Lanvern    |
| Baie d'Audierne | Tréguennec          | Saint-Jean-Trolimon |
| Baie d'Audierne | Saint-Jean-Trolimon | Plonéour-Lanvern    |

Le bourg de Tréguennec est à trois kilomètres du rivage, à onze kilomètres de Pont-l'Abbé et à une vingtaine de kilomètres de Quimper.

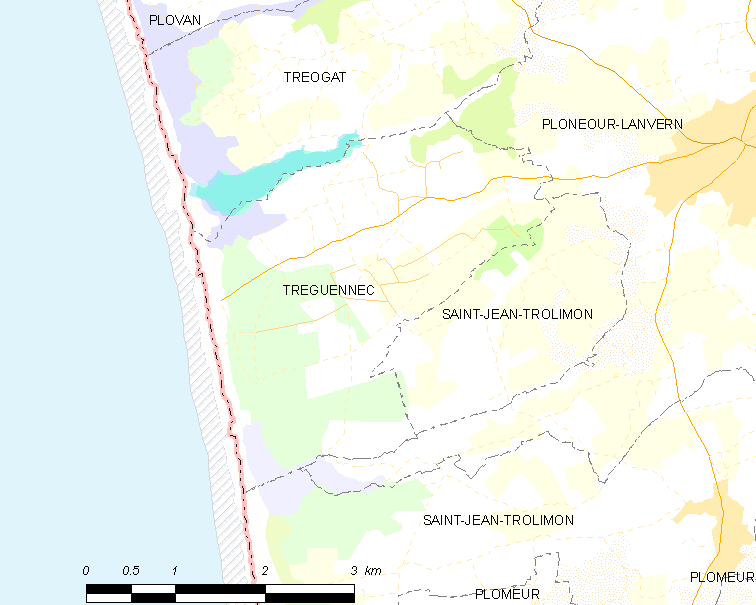
Carte de la commune de Tréguennec.

Un décret en date du 24 décembre 1935 fixe la limite de séparation des quartiers maritimes d'Audierne et de Guilvinec au point de séparation des communes de Tréogat et de Tréguennec.

### Communes limitrophes
Tréguennec jouxte les communes de :
- Tréogat, au nord-ouest ;
- Plonéour-Lanvern, à l'est et au sud ;
- Saint-Jean-Trolimon, au sud-ouest (plus particulièrement l'enclave de Gorré-Beuzec, qui fait partie de ladite commune).

### Géographie physique

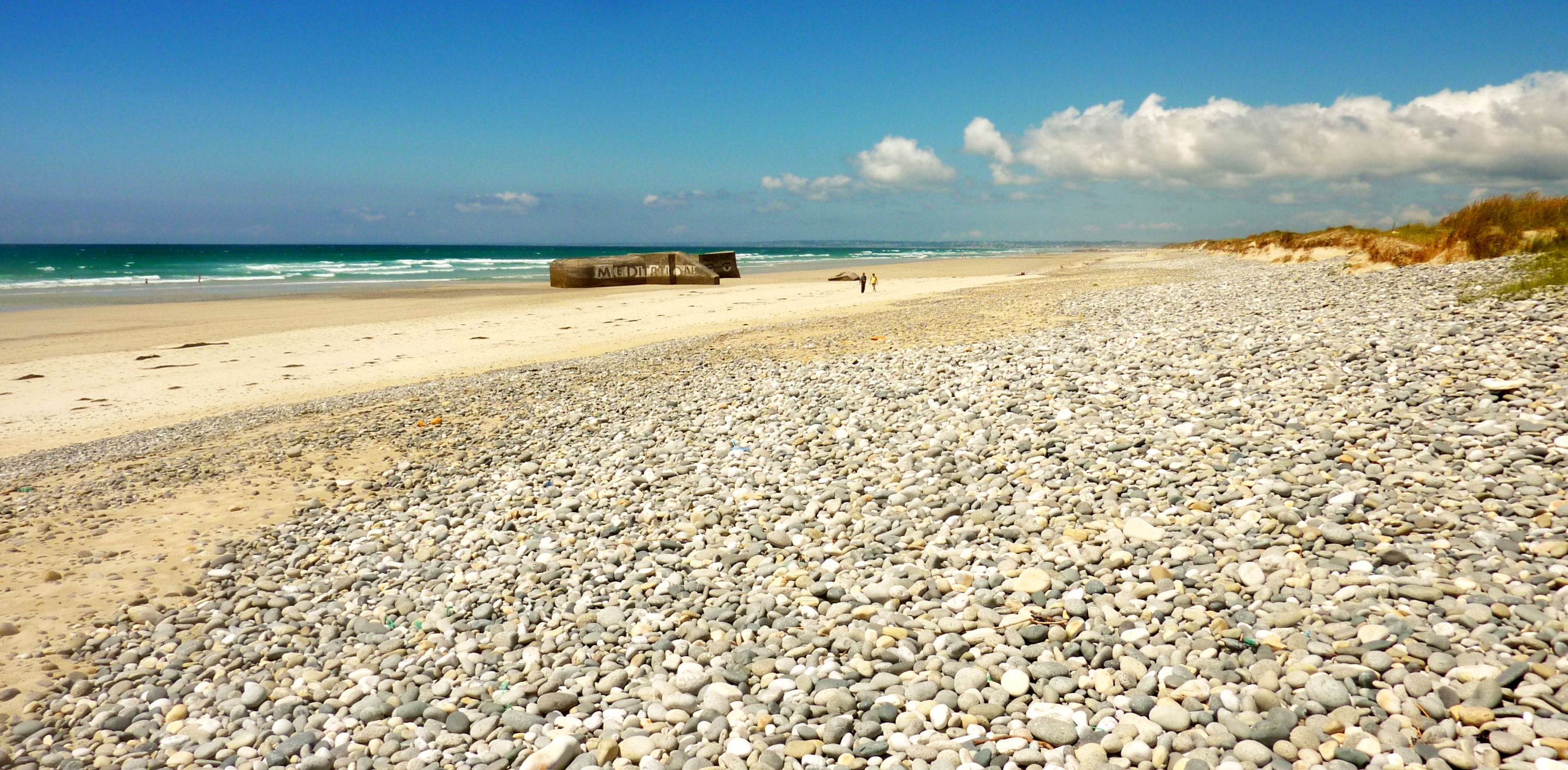
Tréguennec : le cordon de galets bordant la Baie d'Audierne et le blockhaus sur la plage témoignant du recul du cordon de galets depuis la Seconde Guerre mondiale.

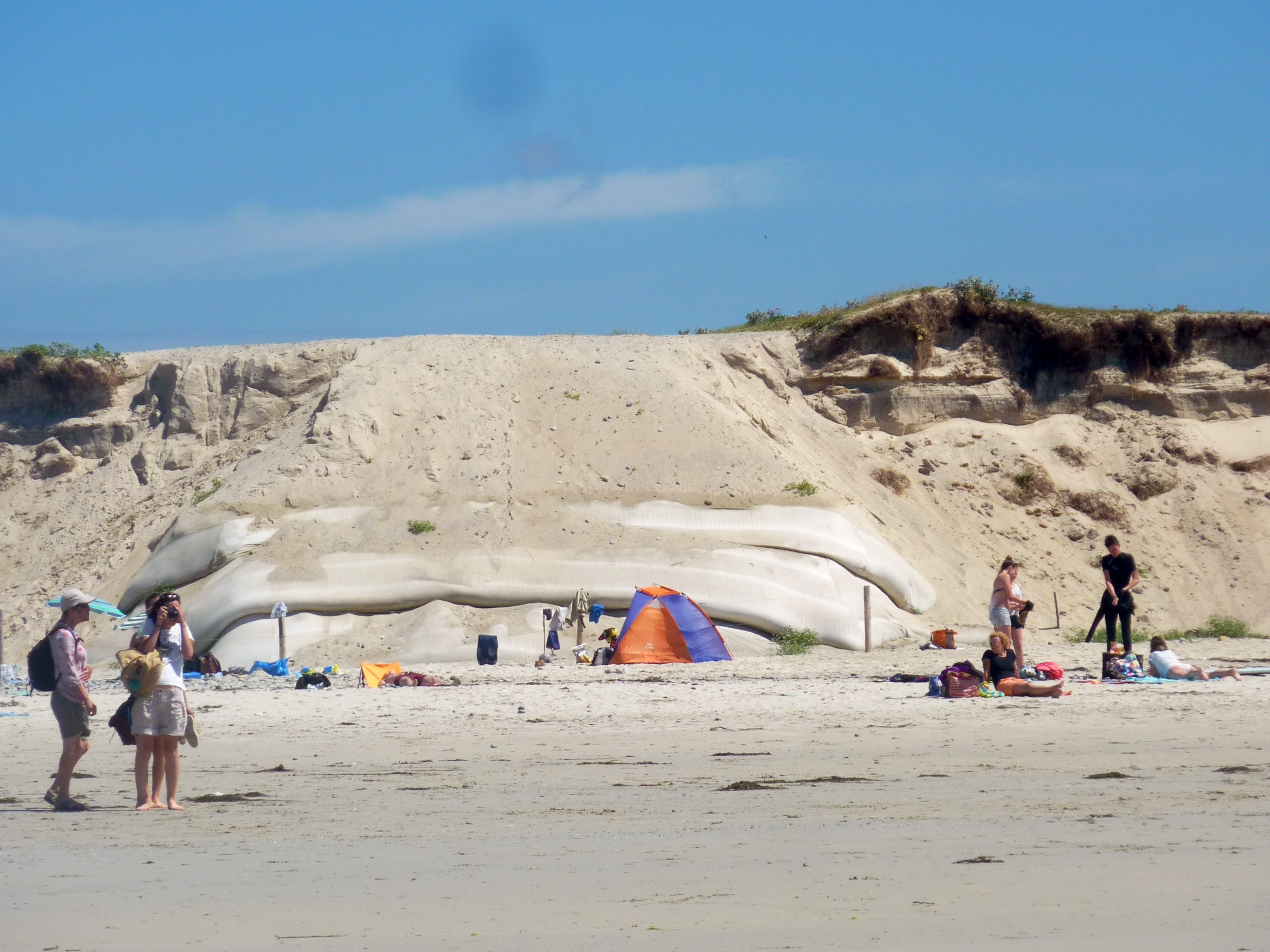
Tréguennec : les dunes sensibles à l'érosion ; apports de sable et tentative de protection de la dune par des géotextiles.

La commune, baignée à l'ouest par l'océan Atlantique, est située dans la partie sud-est de la Baie d'Audierne, connue pour ses courants. La navigation y est dangereuse. C'est une zone de galets, de dunes basses (particulièrement exposées à l'érosion), de paluds (par exemple les paluds de Kersugal et de Kerguellec), et d'étangs (étang de Saint-Vio, Loc'h ar Stang, étang de Trunvel). Le site autrefois réservés aux plaisirs de la chasse des barons de Pont-l'Abbé est désormais un site naturel protégé : la totalité du littoral de la commune est désormais propriété du Conservatoire du littoral et est classée zone Natura 2000.

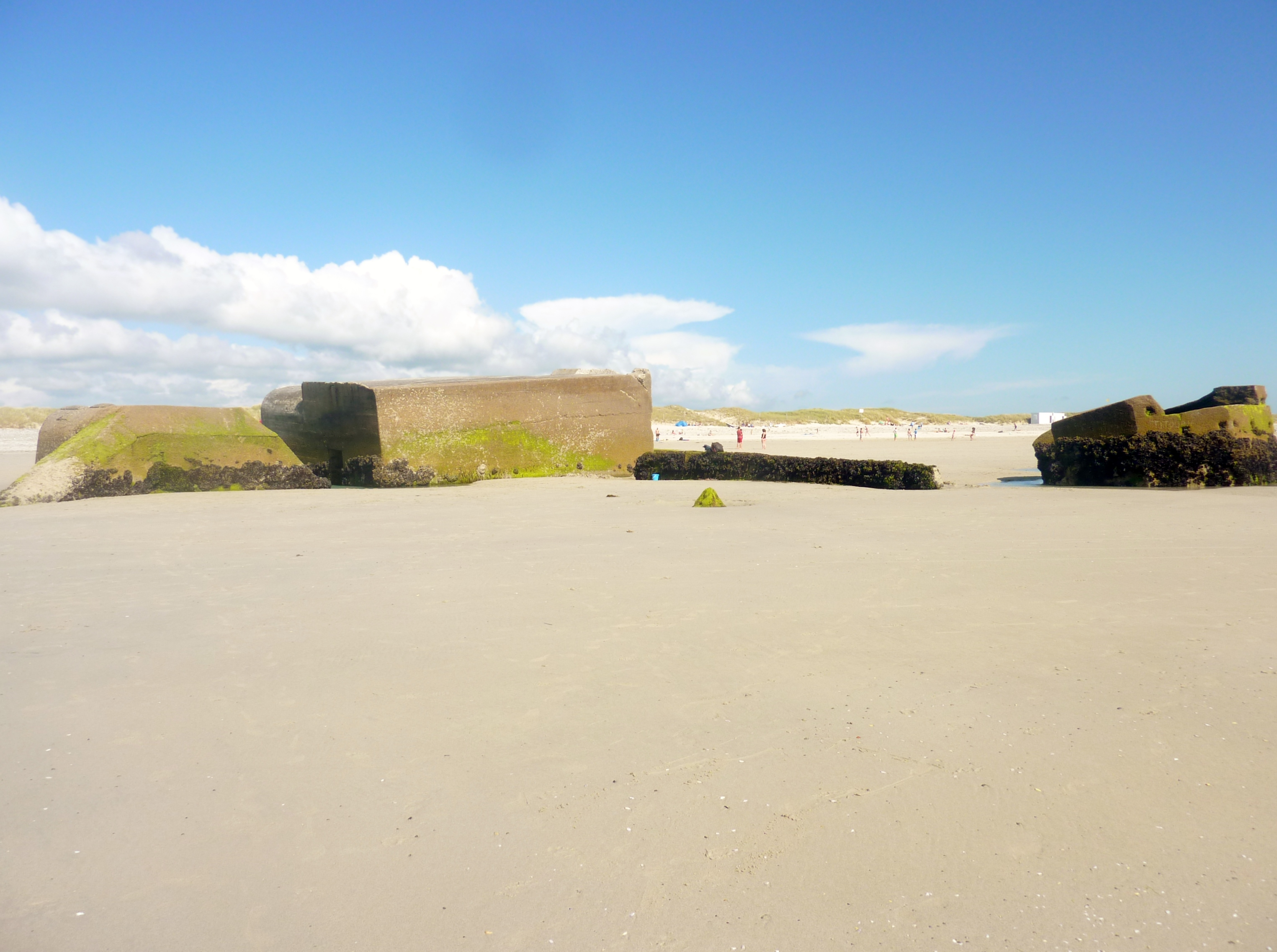
Blockhaus sur la plage de Tréguennec témoignant du recul du cordon littoral depuis la Seconde Guerre mondiale.
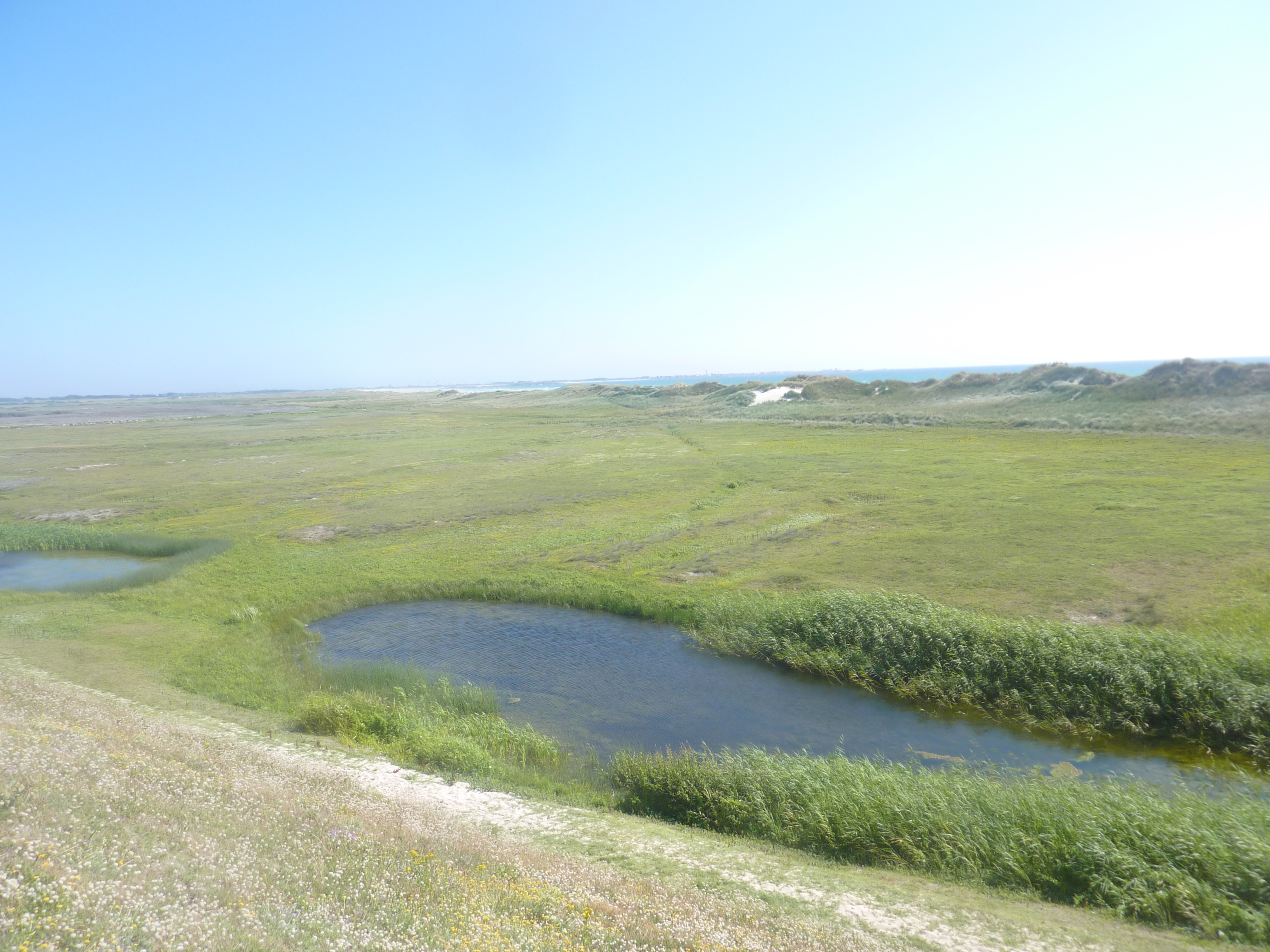
Tréguennec : petits étangs situés juste à l'ouest du camp Todt, entre ce dernier et les dunes littorales de la baie d'Audierne.
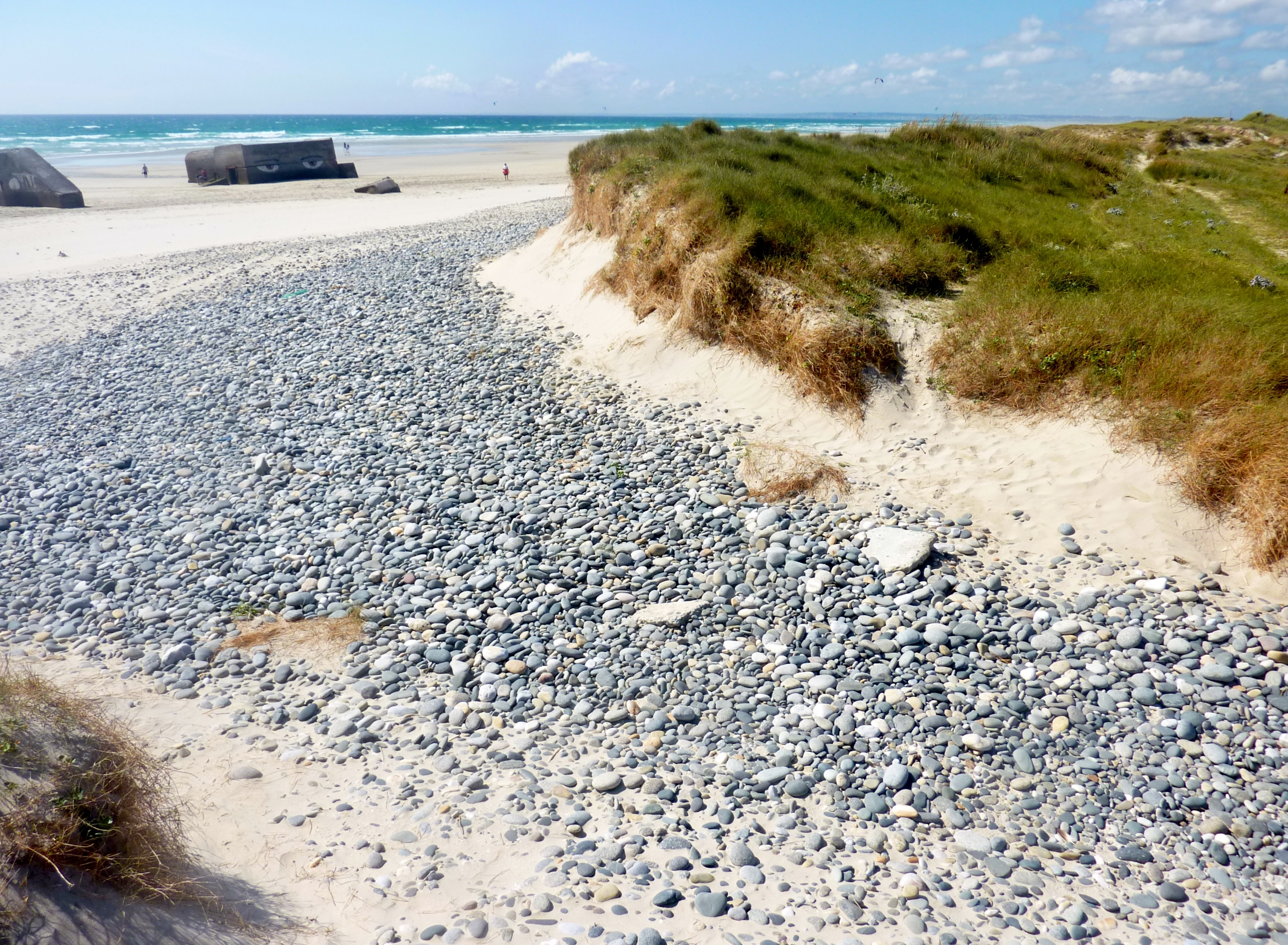
Échancrure dans la dune laissant apparaître les galets sousjacents à hauteur de la plage de Tréguennec.
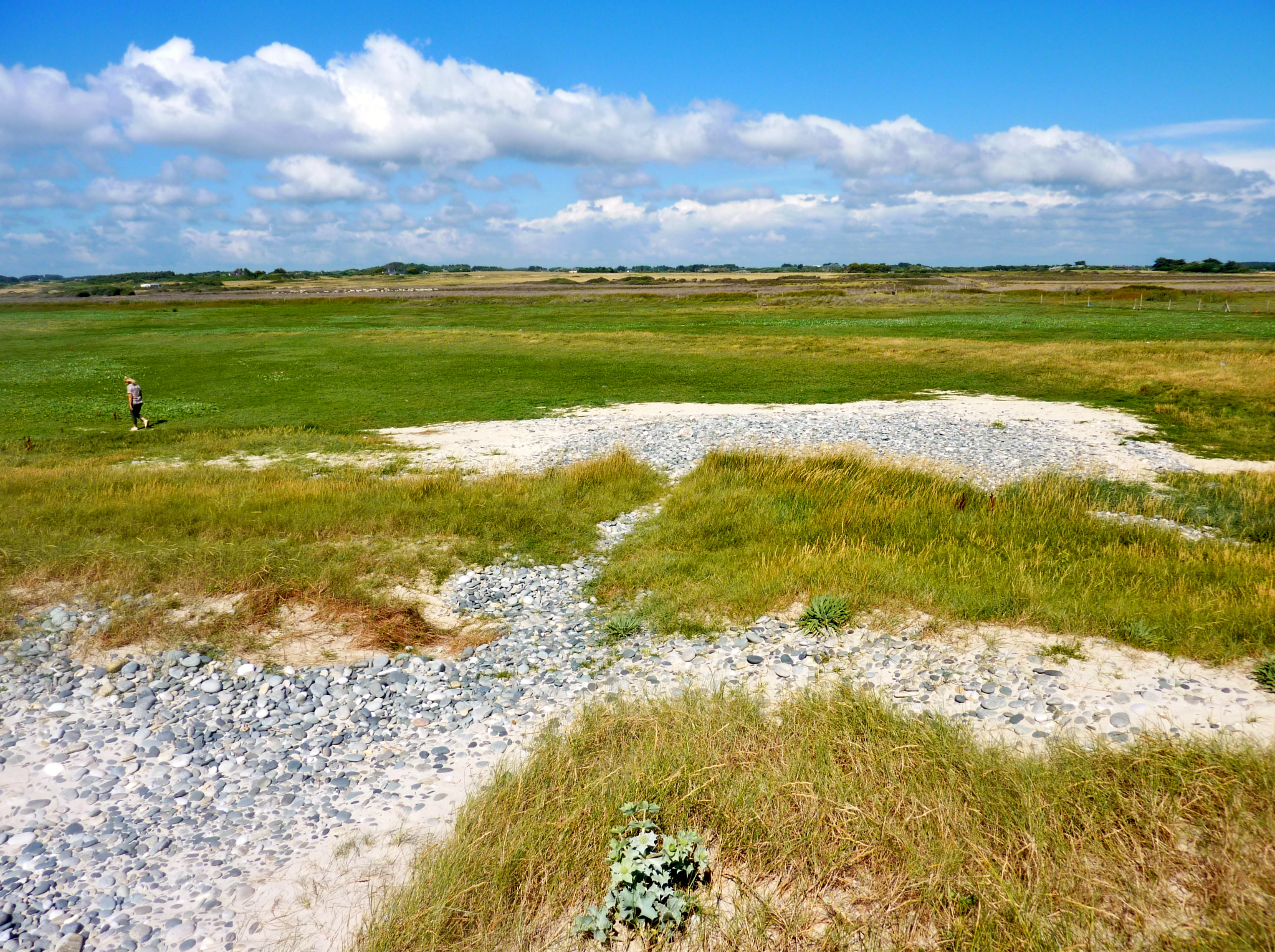
Lande recouvrant partiellement la partie côté terre du cordon de galets à hauteur de Tréguennec.

Les altitudes au sein du finage communal vont du niveau de la mer jusqu'à 43 mètres près du lieu-dit Mesmeur, le bourg se trouvant vers 33 mètres d'altitude. L'habitat est traditionnellement dispersé en une vingtaine d'écarts (hameaux et fermes isolées).
L'étang de Trunvel (en fait un marais d'une superficie de 150 ha), limite la commune au nord, la séparant de celle de Tréogat, appartient au Conservatoire du littoral et accueille la reproduction d'ardéidés des roselières, de passereaux paludicoles et de limicoles notamment et qui a été classé dans le programme « Life-Nature 2004-2008 » pour la conservation du phragmite aquatique ; cet étang était menacé comme l'écrit Robert Corillion en 1951 : « Le grand étang de Trunvel, à la limite de Tréguennec et Tréogat, a vu réduire considérablement sa superficie et sa profondeur. La phragmitaie l'a envahi presque complètement ».
Les paluds de Tréguennec et de Plomeur étaient autrefois réservés aux barons de Pont-l'Abbé pour les plaisirs de la chasse. Ils présentent l'aspect d'un vaste plateau dénudé et aride, battu par les vents du large.

### Géologie
Dans le dyke de granite de Prat-ar-Hastel, dont la couleur très claire révèle la pauvreté en fer, de beaux cristaux d'apatite ont été trouvés et ces gisements d'aplite blanche (granite filonien à grain très fin contenant une abondance d'albite) ont été autrefois utilisés pour la construction locale, notamment pour la chapelle Saint-Vio et la Maison de la Baie d'Audierne (qui a par ailleurs des côtés et des angles en granite). Deux filons de cette aplithe, distants d'environ 200 mètres dans leur partie occidentale et se rejoignant aux environs du hameau de Trébonvel, vont de la côte jusqu'au bourg de Plonéour-Lanvern.
Ce granite très particulier a fait l'objet de plusieurs exploitations au fil du temps : d'abord, pendant l'Entre-deux-guerres, une carrière de granulats routiers exploitée par un entrepreneur local (lequel préleva aussi des galets en assez grandes quantités dans le cordon voisin) ; après la Seconde Guerre mondiale la carrière fut exploitée pour son feldspath, utilisé notamment pour abaisser la température de cuisson de la céramique, par la société Delhommeau et Raimbault jusqu'en 1969.
Selon le BRGM, le gisement de lithium (un minerai très recherché) de Tréguennec, situé sur le site de l'ancienne carrière de Prat-ar-Hastel contiendrait 66 000 tonnes de ce précieux minerai, l'équivalent de 70% de la consommation annuelle mondiale dans les années 2020. Il se trouve donc sur un site côtier géré par le Conservatoire du littoral qui est un espace naturel protégé, ce qui rend difficile, voire impossible toute exploitation,.
Le maire de Tréguennec a aussitôt pris une position hostile à cette perspective d'extraction, déclarant « Le credo porté par les élus de Tréguennec est de préserver cet endroit riche d'une faune et d'une flore exceptionnelle à l'équilibre fragile ».

### Hydrographie
Pour un article plus général, voir Réseau hydrographique du Finistère.
La commune est située dans le bassin Loire-Bretagne. Elle est drainée par divers petits cours d'eau,.

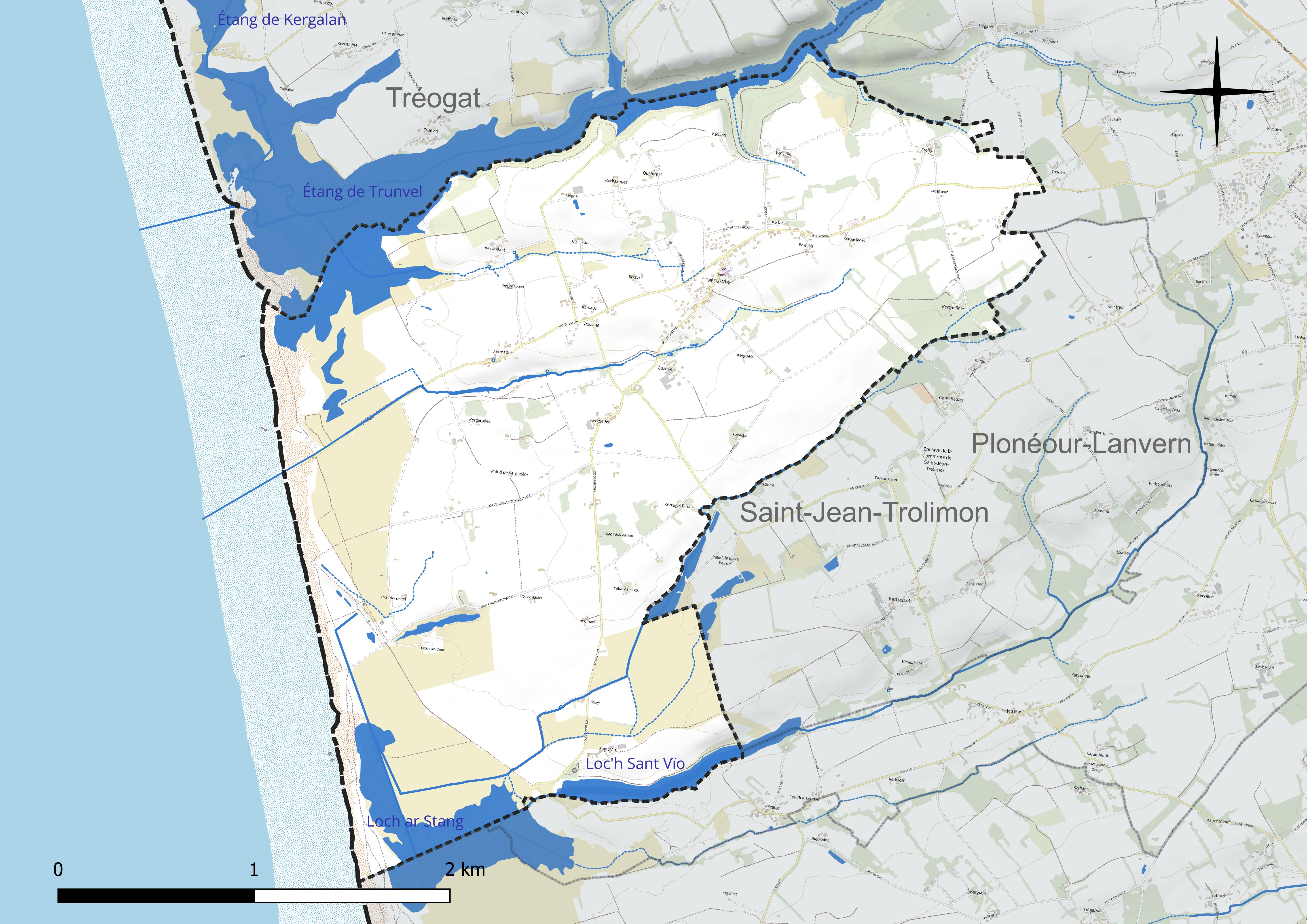
Réseau hydrographique de Tréguennec.

Trois plans d'eau complètent le réseau hydrographique : l'étang de Trunvel, d'une superficie totale de 99,4 ha (21,6 ha sur la commune), Loch ar Stang, d'une superficie totale de 36,4 ha (17,2 ha sur la commune) et Loc'h Sant Vïo, d'une superficie totale de 10,4 ha (8,4 ha sur la commune),.

### Climat
Pour des articles plus généraux, voir Climat de la Bretagne et Climat du Finistère.
En 2010, le climat de la commune est de type climat océanique franc, selon une étude du CNRS s'appuyant sur une série de données couvrant la période 1971-2000. En 2020, Météo-France publie une typologie des climats de la France métropolitaine dans laquelle la commune est exposée à un climat océanique et est dans la région climatique Bretagne orientale et méridionale, Pays nantais, Vendée, caractérisée par une faible pluviométrie en été et une bonne insolation. Parallèlement l'observatoire de l'environnement en Bretagne publie en 2020 un zonage climatique de la région Bretagne, s'appuyant sur des données de Météo-France de 2009. La commune est, selon ce zonage, dans la zone « Littoral », exposée à un climat venté, avec des étés frais mais doux en hiver et des pluies moyennes.
Pour la période 1971-2000, la température annuelle moyenne est de 11,9 °C, avec une amplitude thermique annuelle de 10,3 °C. Le cumul annuel moyen de précipitations est de 956 mm, avec 15,1 jours de précipitations en janvier et 7,6 jours en juillet. Pour la période 1991-2020, la température moyenne annuelle observée sur la station météorologique la plus proche, située sur la commune de Pont-l'Abbé à 9 km à vol d'oiseau, est de 13,0 °C et le cumul annuel moyen de précipitations est de 1 012,0 mm,. Pour l'avenir, les paramètres climatiques de la commune estimés pour 2050 selon différents scénarios d'émission de gaz à effet de serre sont consultables sur un site dédié publié par Météo-France en novembre 2022.

### Écologie

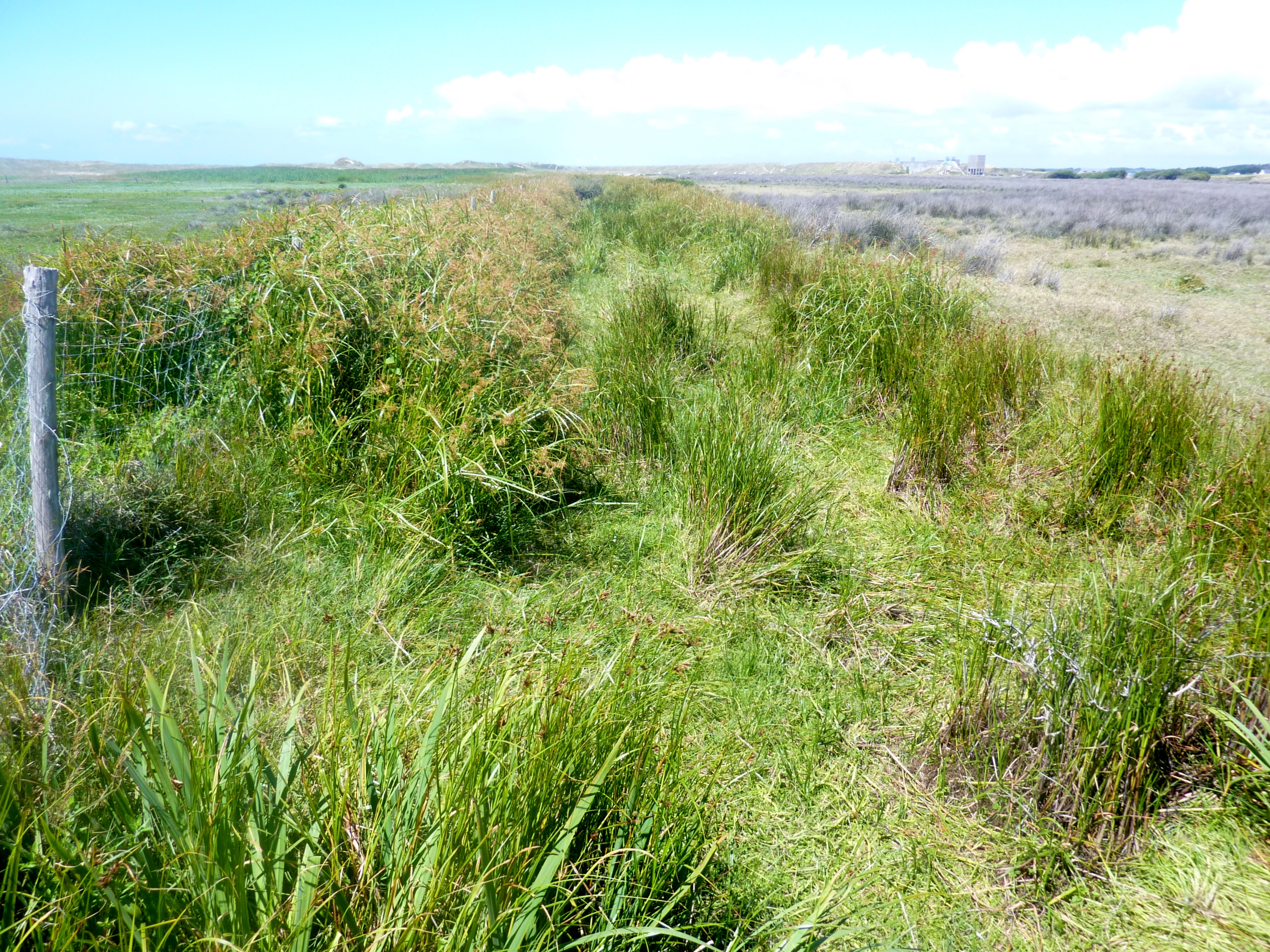
La végétation sur les dunes de Tréguennec à proximité du camp Todt

#### Faune marine
Dans la baie, les eaux océaniques butent contre les courants plus froids venant de la Manche. Aussi la zone est-elle très poissonneuse.

#### Ornithologie
Quatre-vingt-dix-sept espèces d'oiseaux sont repérées sur le site de Tréguennec.

### Répartition de l'habitat
La commune se caractérise par un habitat dispersé (34 lieux-dits habités sont répertoriés dans le finage communal) : Ar Haël ; Balanou ; Chapelle Saint-Vio ; Cleu Braz ; Cosquer ; Croaz an Dour ; Croaz Poull Cariou ; Kerbasquet ; Kerbastanet ; Kergadaouen ; Kergaradec ; Kergoz ; Kerguellec ; Kerguéoc ; Kerguiffinec ; Kerguz ; Kerlan ; Kerlaz ; Kermabec ; Kersaux ; Kersugal ; Kersugal Bihan ; Kervaillant ; Kervillic ; Mesmeur ; Palud de Kerguellec ; Palud de Kersugal ; Prat ar Hastel ; Quélornet ; Roslan ; Roz ar Hastel ; Saint-Vio ; Treffy ; Tréguennec ; Ty Meïl.

### Voies de communication et transport
- Venant de Quimper, la voie express D 785 mène à la D 156. Celle-ci traverse Plonéour-Lanvern, puis le bourg de Tréguennec, et conduit jusqu'à la plage de Kermabec.
- La gare de Quimper est à 21 kilomètres du bourg.
- L'aéroport de Quimper Cornouaille est à 16 kilomètres du bourg.
- Le GR 34 traverse la partie littorale de Tréguennec.

## Urbanisme

### Typologie
Au 1er janvier 2024, Tréguennec est catégorisée commune rurale à habitat dispersé, selon la nouvelle grille communale de densité à 7 niveaux définie par l'Insee en 2022.
Elle est située hors unité urbaine. Par ailleurs la commune fait partie de l'aire d'attraction de Quimper, dont elle est une commune de la couronne,. Cette aire, qui regroupe 58 communes, est catégorisée dans les aires de 200 000 à moins de 700 000 habitants,.
La commune, bordée par l'océan Atlantique, est également une commune littorale au sens de la loi du 3 janvier 1986, dite loi littoral. Des dispositions spécifiques d'urbanisme s'y appliquent dès lors afin de préserver les espaces naturels, les sites, les paysages et l'équilibre écologique du littoral, tel le principe d'inconstructibilité, en dehors des espaces urbanisés, sur la bande littorale des 100 mètres, ou plus si le plan local d'urbanisme le prévoit.

### Occupation des sols
L'occupation des sols de la commune, telle qu'elle ressort de la base de données européenne d'occupation biophysique des sols Corine Land Cover (CLC), est marquée par l'importance des territoires agricoles (60,6 % en 2018), une proportion sensiblement équivalente à celle de 1990 (60,9 %). La répartition détaillée en 2018 est la suivante :
zones agricoles hétérogènes (46,1 %), milieux à végétation arbustive et/ou herbacée (26 %), terres arables (11,6 %), espaces ouverts, sans ou avec peu de végétation (3,9 %), prairies (3 %), zones urbanisées (2,7 %), zones humides côtières (2,3 %), zones humides intérieures (2,1 %), forêts (1,9 %), eaux maritimes (0,5 %). L'évolution de l'occupation des sols de la commune et de ses infrastructures peut être observée sur les différentes représentations cartographiques du territoire : la carte de Cassini (XVIIIe siècle), la carte d'état-major (1820-1866) et les cartes ou photos aériennes de l'IGN pour la période actuelle (1950 à aujourd'hui).

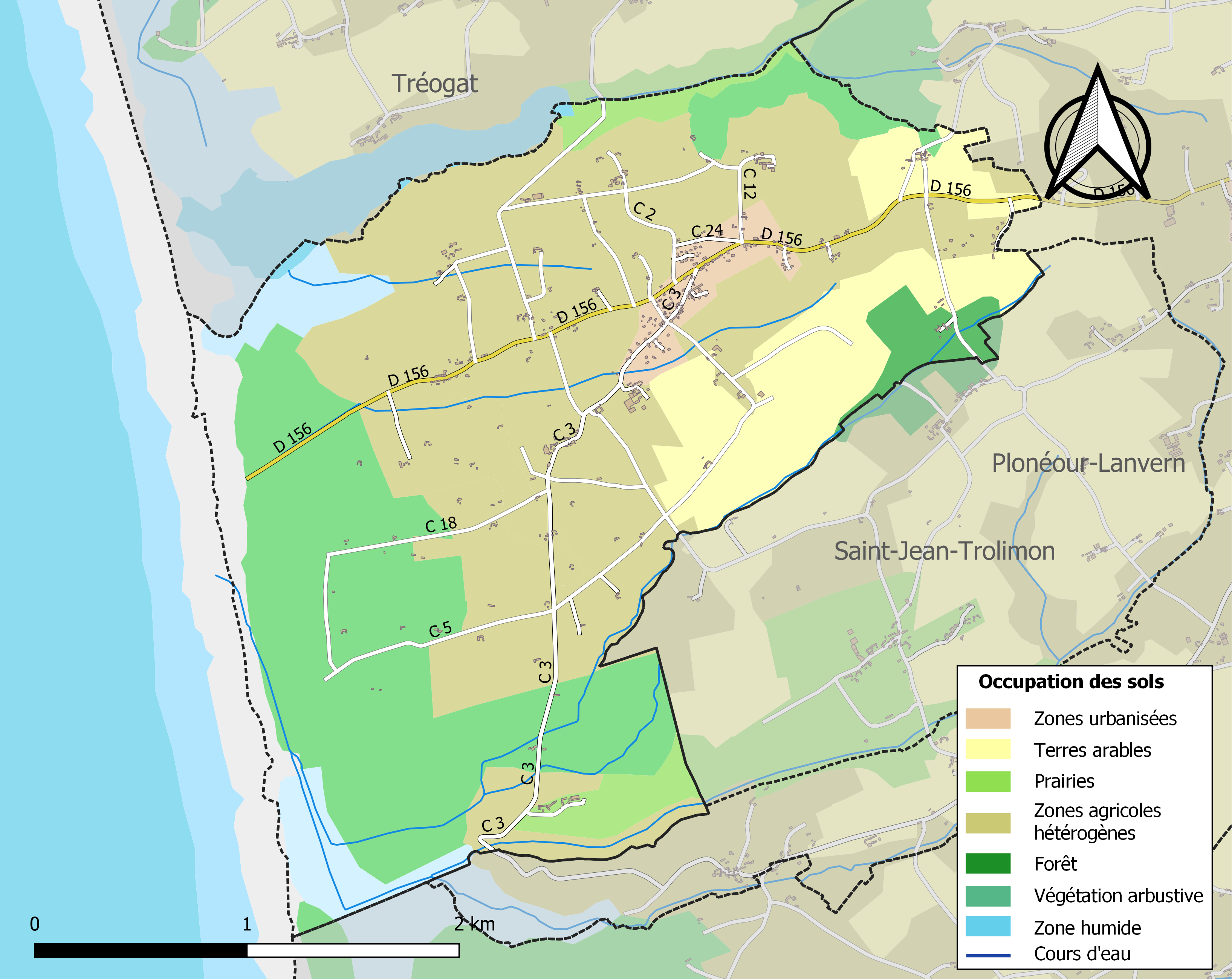
Carte des infrastructures et de l'occupation des sols de la commune en 2018 (CLC).

## Toponymie
Attesté sous les formes Tregaenoc en 1336, Treffguaennec en 1368.
Le nom en breton de la commune est Tregeneg.
Ce toponyme se décompose en Tre- définissant une trève avant de prendre le sens ecclésiastique que nous lui connaissons actuellement. La deuxième partie du toponyme est un anthroponyme : Keneg dont le « K » subit une mutation propre aux langues celtiques.
L'affirmation selon laquelle le nom signifierait en breton Trois sous (sou se dit guennec en breton) n'est pas sérieuse, ce n'est qu'une plaisanterie

## Histoire

### Toponymie et origines
On trouve l'orthographe Tregaenoc vers 1330, Treffguaennec en 1368, Treguenec au XVe siècle et en 1574. Le nom est formé du mot breton trev (trève), qui signifie « quartier » ; de ken (beau) ; et du suffixe augmentatif -eg. Une autre hypothèse existe : le toponyme de Tréguennec serait un composé formé avec le vieux-breton treb (« village ») et saint Guenuc ou Guenoc, considéré comme le deuxième évêque de Quimper.
La paroisse de Tréguennec se constitue au XIVe siècle, au détriment des paroisses primitives de l'ancienne Armorique de Plonéour et de Beuzec-Cap-Caval (aujourd'hui disparue). L'enclave de Gorre-Beuzec « Le Haut de Beuzec », dépendant de Saint-Jean-Trolimon, s'expliquerait mieux ainsi.

### Préhistoire et Antiquité

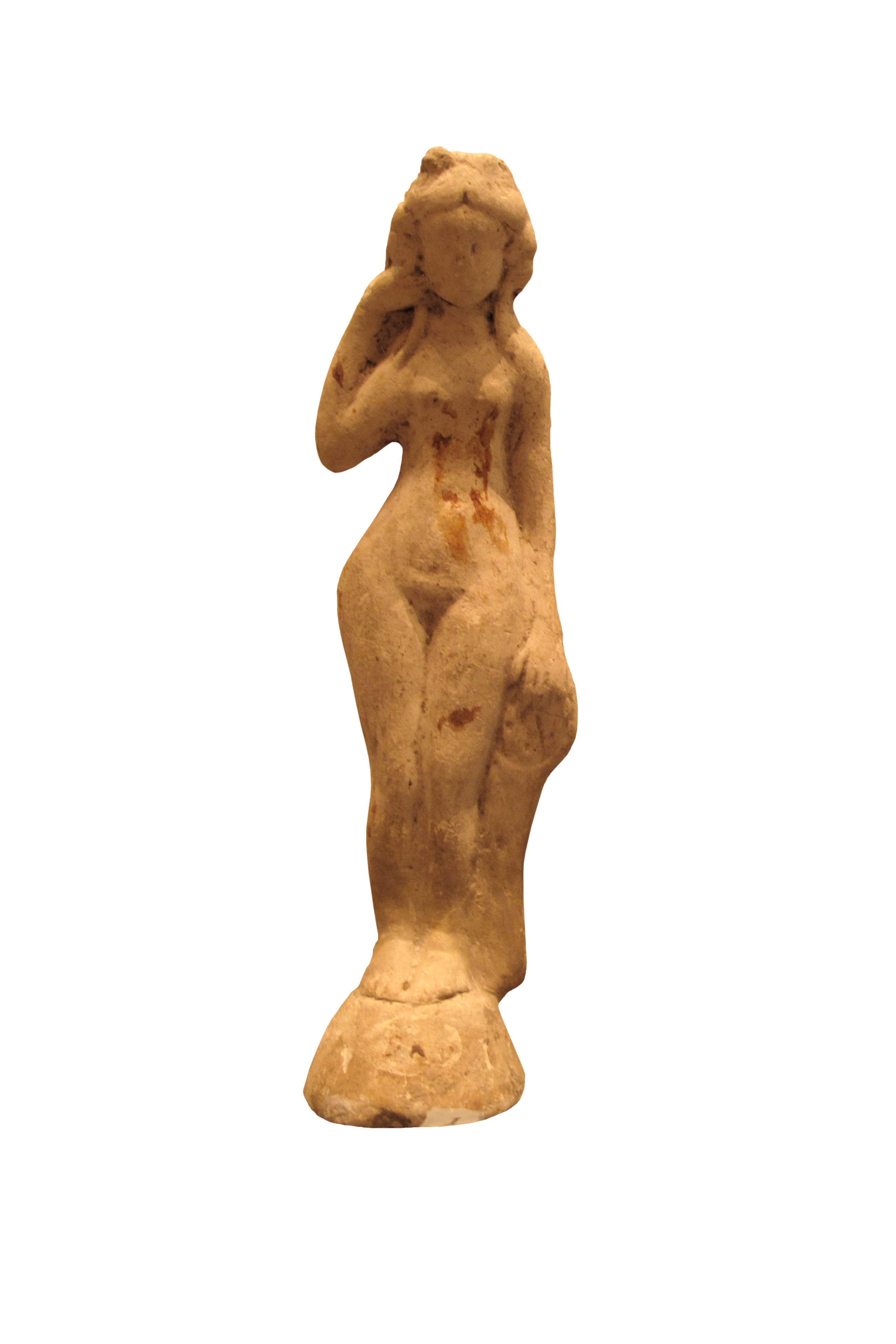
Statuette de déesse mère (ou Vénus) trouvée à Tréguennec.

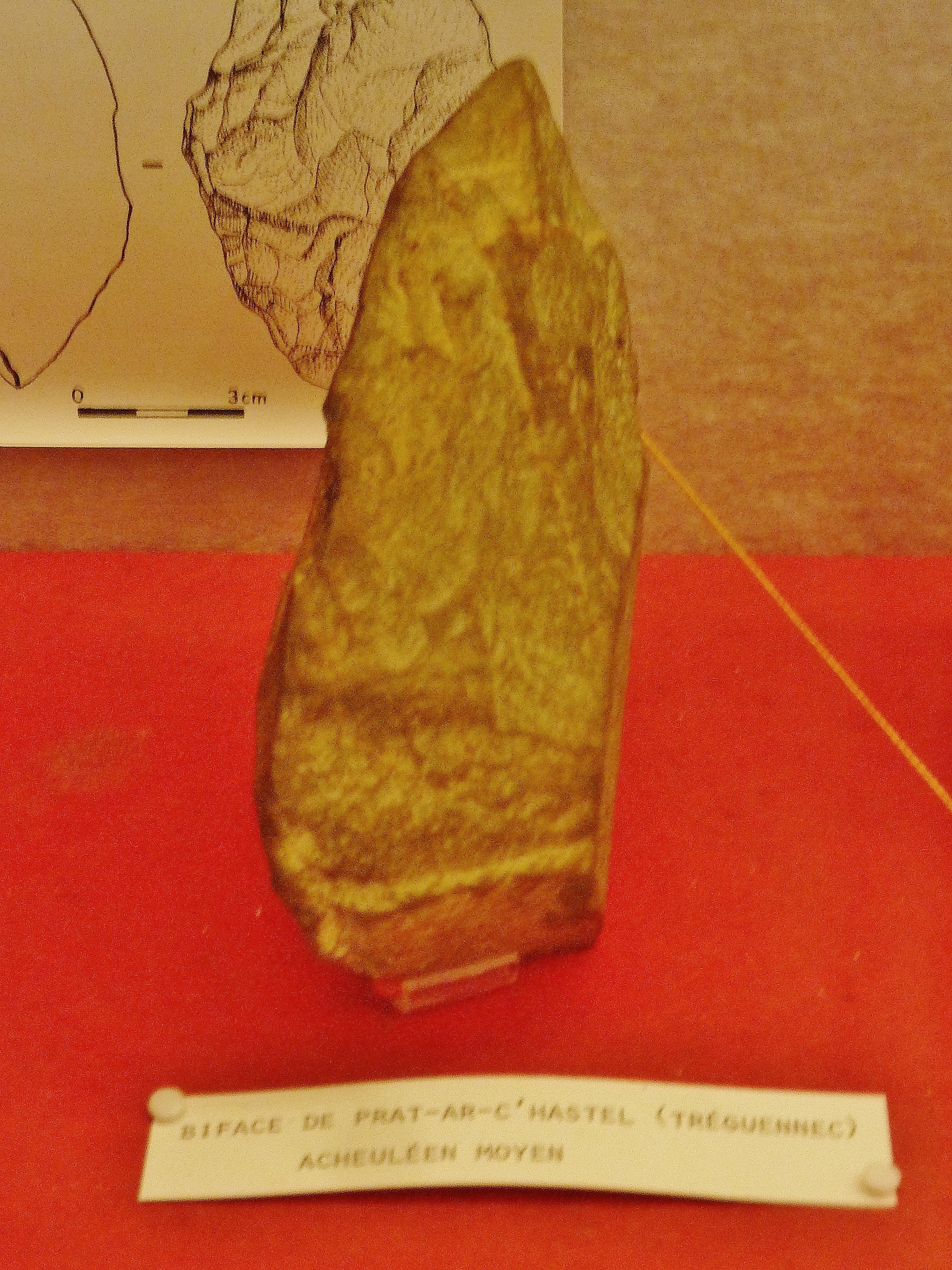
Biface de l'acheuléen moyen trouvé à Prat-ar-Hastel en Tréguennec (Musée de la préhistoire finistérienne de Penmarc'h).

Une stèle cylindro-conique de l'Âge du fer, trouvée dans le secteur de la vieille église, près de la mairie (où deux autres stèles sont visibles sur place), se trouve au Musée de la préhistoire finistérienne de Saint-Guénolé en Penmarc'h depuis 1925 environ : il n'en existe plus qu'un fragment haut d'environ 40 cm pour un diamètre d'environ 30 cm, qui montre cinq bandeaux horizontaux avec des rainures, des frises de dessins géométriques variés, par exemple des grecques, des doubles esses et des spirales. Un vase cinéraire, orné de dessins en forme de losange et contenant des os calcinés, aurait été trouvé près de cette stèle.
En 1878, Paul du Chatellier a exploré à Kerbascat un monument funéraire de forme circulaire, probablement d'époque gauloise, contenant des urnes cinéraires, situé alors sur un tertre dominant le marais, à trois kilomètres de la mer, situé à Kerbasquet en Tréguennec. Il le fit transporter dans son château de Kernuz en Pont-l'Abbé car il était menacé d'être détruit en raison de l'agrandissement d'une carrière située à proximité ; il trouva aussi les traces d'un ancien port dans les marais de Pontmen,.
Un four à potier datant de l'époque gallo-romaine et environ 80 statuettes de déesses-mères ont aussi été découverts en 1853 près du bourg de Tréguennec.
Quelques années avant 1855, trois urnes funéraires contenant des cendres, ainsi qu'une monnaie de Vespasien, ont été trouvées dans les paluds de Tréguennec.
En 1855, de nombreuses figurines gallo-romaines en terre cuite, plus ou moins altérées et auxquelles il manquait la tête, probablement des représentations de Cybèle ou de Vénus, ainsi qu'un buste avec un médaillon et des coupes, ont été trouvées dans les mêmes paluds, indiquant la présence à cet endroit d'un atelier de fabrication de ces figurines, qui fut détruit par le feu.
Vers 1935, une figurine en bronze, probablement d'origine gallo-romaine, a été trouvée à Saint-Vio ; il s'agit d'une pièce d'applique ayant servi de support à un chaudron.

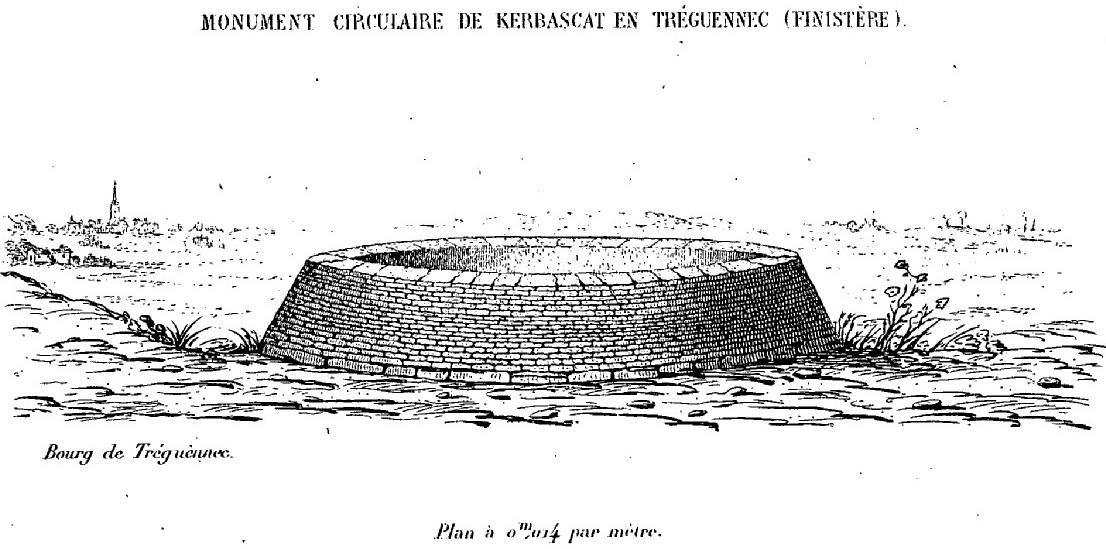
Monument circulaire de Kerbascat en Tréguennec (dessin de Paul du Chatellier).
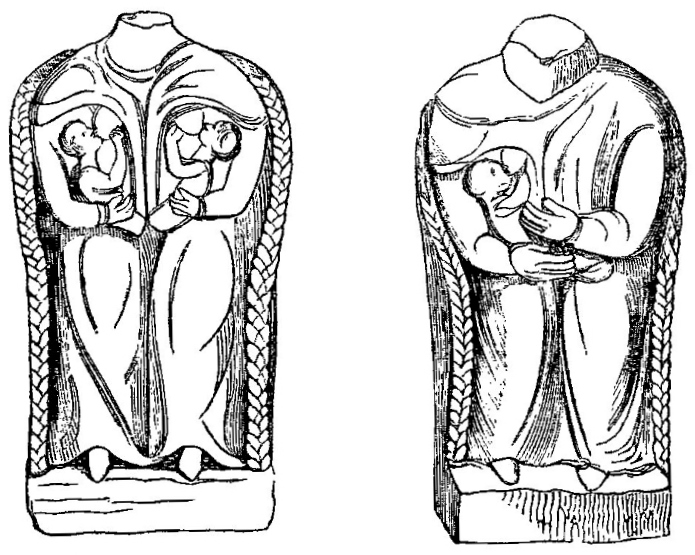
Figurines gallo-romaines en terre cuite, représentant probablement Cybèle ou Vénus, trouvées dans la palud de Tréguennec par Armand René du Châtellier en 1855.
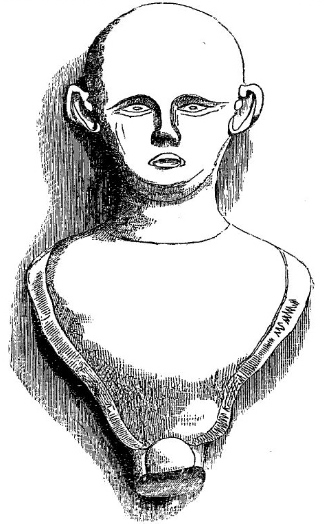
Buste avec médaillon trouvé en 1855 dans le palud de Tréguennec (dessin d'Armand René du Châtellier).

En 1907, Paul du Chatelier a exploré une partie du tumulus de la nécropole protohistorique de Prat-ar-Hastel, située dans la palud de Tréguennec, près de la chapelle Saint-Vio et redécouverte en 1926. Il y découvrit des objets funéraires qu'il emporta (à sa base se trouvaient des coffres en granite renfermant chacun plusieurs squelettes, y compris des tombes d'enfants, datant du chalcolithique ou de l'âge du bronze ancien. Ils se trouvent désormais au Musée des antiquités nationales de Saint-Germain-en-Laye). Le monument est classé monument historique depuis le 12 octobre 1937.

### Moyen Âge
Selon la tradition, la chapelle Saint-Vio aurait été bâtie à l'endroit où le saint, dénommé saint Vio ou encore saint Vougay, aurait débarqué, venant de Grande-Bretagne dans une auge de pierre (une légende analogue concerne saint Houardon) ; les restes de sa dépouille auraient aussi été trouvés à cet endroit, dans un cercueil de pierre en forme d'auge.

« Dès le 6e siècle (...), les envahisseurs Bretons édifièrent des oratoires à leurs saints, souvent leaders temporels autant que chefs spirituels, saints inconnus de Rome en tout cas. Les Quido, les Trémeur, les Evy, les Thumette et les Vio furent d'autant plus vénérés dans la conscience populaire qu'ils étaient ignorés en haut lieu. (...) On conduisait à Saint-Vio en Tréguennec, les fiévreux, les enfants faibles des reins ou lents à marcher. Mais saint Vio avait aussi le pouvoir de faire la pluie et le beau temps : il suffisait de savoir faire tourner convenablement la grande pierre, l'auge, dans laquelle le saint avait traversé les mers ; ou alors, moyen plus radical, d'assister à son pardon et d'entonner son cantique. »

### Époque moderne

#### La Révolte des Bonnets Rouges
La paroisse de Tréguennec fut impliquée dans la révolte des Bonnets rouges, en 1675. Lors de la terrible répression qui suit, les troupes du duc de Chaulnes abattent en Cap Caval six clochers, dont celui de Tréguennec. On ignore lequel : celui de la modeste église du Vieux-Bourg (alors église paroissiale, aujourd'hui disparue) ? ou celui de la « chapelle neuve » (actuelle église paroissiale Notre-Dame-de-Pitié) ? On penche plutôt pour le clocher de cette dernière. On voit d'ailleurs, posé au pied du pignon, un bloc de granit taillé en cône tronqué. Il pourrait s'agir de la pointe de l'ancien clocher.

#### La perception des impôts auxXVIIesiècleetXVIIIesiècle
Armand du Châtellier raconte qu'à partir du XVIIe siècle « tous les rôles de la paroisse de Tréguennec (...), même celui pour la levée des garde-côtes, étaient dressés par le recteur, qui recevait directement du receveur des deniers de la couronne le mandement des sommes à recouvrer, nommait ensuite au prône de la grand'messe les répartiteurs de sa paroisse, recevait des mains de chacun pour sa section les deniers qu'il parvenait à recouvrer, et les versait ensuite lui-même au receveur du Trésor. Toute la comptabilité communale était ainsi établie et certifiée par lui. Aussi toutes les dépêches des services publics, même celles de l'autorité militaire, étaient-elles adressées au recteur en son manoir presbytéral ».
En 1759, une ordonnance de Louis XV ordonne à la paroisse de Tréguennec de fournir 5 hommes et de payer 32 livres pour « la dépense annuelle de la garde-côte de Bretagne ».

#### La seigneurie de Kerguiffinec
La seigneurie de Kerguiffinec était une petite seigneurie située à Trégunnec, disposant d'un manoir, d'une chapelle, d'un pigeonnier et de terres. Elle était possédée par la famille du Drémiet, qui fut maintenue noble d'extraction par arrêt du 3 juin 1670. En 1741, Marie-Françoise du Drémiet vendit le manoir à Jean Hervé Le Bastard, dont le fils Jean-Marie Pierre Le Bastard de Kerguiffinec, né à Tréguennec le 20 avril 1771, fut capitaine de frégate, avant de devenir député du Finistère de 1830 à 1834 et de 1837 à 1839, siégeant avec les légitimistes.

#### Tréguennec auXVIIIesiècle
Le 4 décembre 1734 le Saint-Florent, de Nantes, un bateau de 300 tonneaux, fit naufrage sur la côte de Penmarc'h : sur les 41 hommes d'équipage, 15 seulement furent sauvés et se réfugièrent chez Yves Calloch, de Saint-Vio, qui leur donna tous les secours possibles. Le 29 décembre 1734 le Lévrier, de Londres, un bateau de 120 tonneaux, se perdit devant Tréguennec : 8 hommes, sur les 9 qui composaient l'équipage, furent noyés.
En 1753, à Tréguennec, des bandes de paysans des paroisses de Penmarc'h et de Plonéour pillent l'épave du Phénix, un navire échoué venu d'Irlande.
Jean-Baptiste Ogée décrit ainsi Tréguennec en 1778 :

« Tréguennec, à quatre lieues et demie au sud-ouest de Quimper, son évêché et son ressort ; à 44 lieues de Rennes et à 2 lieues de Pont-l'Abbé, sa subdélégation. On y compte 500 communiants, la cure est à l'alternative. Le territoire, borné par la mer, est fertile en toutes sortes de grains. Cette paroisse fut fondée par saint Allore ou Albin, troisième évêque de ce diocèse. Sur le bord de mer, est une chapelle dédiée à saint Vougai [saint Vio], et fort fréquentée des pèlerins : elle fut bâtie dans le sixième siècle. »

#### Philopen
Un homme à demi sauvage qui aurait vécu au XVIIIe siècle dans les rochers de Penmarch, connu sous le nom de Philopen (personnage semi-légendaire évoqué par Jacques Cambry) et qui aurait été originaire de Tréguennec (il s'agirait de Thomas Ivin, né à Tréguennec vers 1715), « se nourrissant de poissons crus, des chiens, des animaux qu'il pouvait saisir. (...) Sa demeure, à quelques pas de la mer, (...) est faite de pierres brutes couvertes d'un toit de jonc ; son mobilier est composé d'une table, d'un banc, d'une poêle, d'un pot de fer, d'une cruche et de quelques écuelles de bois. Il couche auprès de sa moitié sur la terre couverte d'un peu de paille et de goémon ; des lambeaux de toile à voiles naufragés leur servent de couverture »

### Révolution française
La paroisse de Tréguennec, qui comprenait alors 39 feux, élit deux délégués, Grégoire Giascor et Louis Guittot, pour la représenter à l'assemblée du tiers-état de la sénéchaussée de Quimper au printemps 1789.
La loi du 12 septembre 1791 « relative à la circonscription des paroisses du district de Pont-Croix » donne à la paroisse de Plonéour comme succursales Tréguennec et Saint-Honoré (la commune de Saint-Honoré fut rattachée à Plogastel-Saint-Germain par ordonnance du 1er septembre 1832).
Jean-Marie Calvez, né à Plozévet, recteur de Tréguennec, après avoir adhéré en 1790 à la protestation de Mgr Conen de Saint-Luc, fut insermenté en 1791, incarcéré à la prison des Capucins à Landerneau en 1793, déporté sur les Pontons de Rochefort (sur le navire Le Washington) en 1794 où il mourut dans la nuit du 22 au 23 août 1794 ; ses cendres se trouvent sur l'Île Madame.

### LeXIXesiècle

#### La sinistre réputation d'être des naufrageurs
En 1810 le curé de Pont-l'Abbé écrit : « La paroisse de Tréguennec, située sur la côte, où les naufrages sont fréquents, et privée d'instruction religieuse, commence à suivre son penchant pour le pillage (...) ».
Les habitants de Plovan et des environs souffraient à l'époque de la réputation d'être des naufrageurs comme en témoigne cet extrait d'une nouvelle de Guillaume de La Landelle qui évoque, de manière romancée et probablement exagérée, le naufrage de la Minerva, un brick de Saint-Malo, en 1815 :

« (...) Dans la baie d'Audierne, les naufrageurs, bien que retenus par la crainte des douaniers et des gendarmes, exerçaient encore en 1835 leur cruelle industrie. Le point le plus mauvais a nom La Palue ou La Palud. Durant deux kilomètres environ, les dunes sont bordées de marécages presque inextricables, qu'habite une population aussi farouche que misérable. Là végète, entassée sous d'horribles huttes creusées dans le sol, loges immondes dont ne voudraient pas les cannibales de Nouvelle-Zélande, une foule d'être hâves, à peine vêtus, couchant sur des litières de jonc humide et dévorant avec avidité des aliments sans nom. (...) Dès qu'un navire est en péril en vue de leur côte, (...) hommes, femmes et enfants s'y précipitent pour piller. Sans pitié pour les naufragés, qu'ils n'osent plus massacrer comme jadis, ils les laissent froidement périr sous leurs yeux, puis les dépouillent et les enterrent précipitamment. Un naufrage amène parfois de vrais combats entre les pillards et les préposés des douanes ou la gendarmerie. »

« (...) Les malheureux ! (...) par cette brise d'ouest (...) ils seront brisés à la côte (...) par le travers de Plovan (...). En face de Plovan ! (...) Mais c'est La Palue ! Les pauvres gens n'ont aucune chance de s'en tirer ; les sauvages des marais les pilleront et les rejetteront à la mer. »

« - Est-ce possible ? Y a-t-il encore des naufrageurs dans notre pays ? »

« - Il n'y a pas autre chose entre Plovan et Tréguennec. Les paludiers, pires que des Bédouins, guettent déjà leur proie. »

En 1892 encore, un auteur inconnu signant sous le pseudonyme de Paracelse écrit :

« Pendant les nuits d'hiver, lorsque le vent de tempête pousse les navires à la côte, on rencontre, allant par bandes de six à huit, toujours armés de leurs terribles crocs à goémon, « ceux de la Palud de Tréguennec » ; ils espèrent les épaves humaines le long du Pors-Carn, cachés entre les rochers de cette pointe de la Torche (...). C'est là qu'opéraient les naufrageurs dont ces brigands sont les dignes fils. Ils attachaient des lanternes aux cornes de leurs vaches ; la démarche oscillante des animaux faisait prendre aux navigateurs égarés ces falots pour les feux de quelque navire à l'ancre secoué par le roulis. (...) Aussi les descendants des anciens naufrageurs ont-ils encore fort mauvaise réputation ; s'ils n'allument plus de feux homicides, ils errent toujours la nuit sur la grève du Pors-Carn, et en plein jour il ne fait pas bon de s'aventurer sans un bon fusil dans la Palud de Tréguennec, surtout si l'on a quelque bijou apparent. Il faut se tenir sur ses gardes vis-à-vis de grands gars de vingt ans, qui viennent à vous dans ces solitudes le croc d'une main, tendant l'autre pour demander sans rougir or guennec, un sou. Qui défendra le voyageur égaré dans ce désert ? Il ne faut pas cinq minutes pour creuser dans le sable de la grève une tombe de six pieds, et dans un quart d'heure, la marée montante aura tout nivelé ! »

#### La ruine de l'ancienne église paroissiale
L'église paroissiale de Tréguennec, dédiée à Saint Alor, s'élevait au centre du bourg, à l'emplacement actuel de la chapelle. Le recteur Cariou laissa le maire, Jean Hervé de Kerguiffinec, abandonner l'église vétuste et la remplacer comme église paroissiale par la chapelle Notre-Dame de Pitié, excentrée par rapport au bourg, mais qui était proche du domicile du maire.
Dans une lettre du 17 novembre 1816 le recteur exprimé l'espoir de « faire relever l'église paroissiale de Tréguennec qui ne conserve maintenant que quelques vestiges d'une église, excepté les colonnes, dont la plupart sont excellentes, et le mur du couchant. Les autres matériaux ont été enlevés, excepté une grande partie des pierres, et transportés à la chapelle ».

#### Tréguennec en 1845

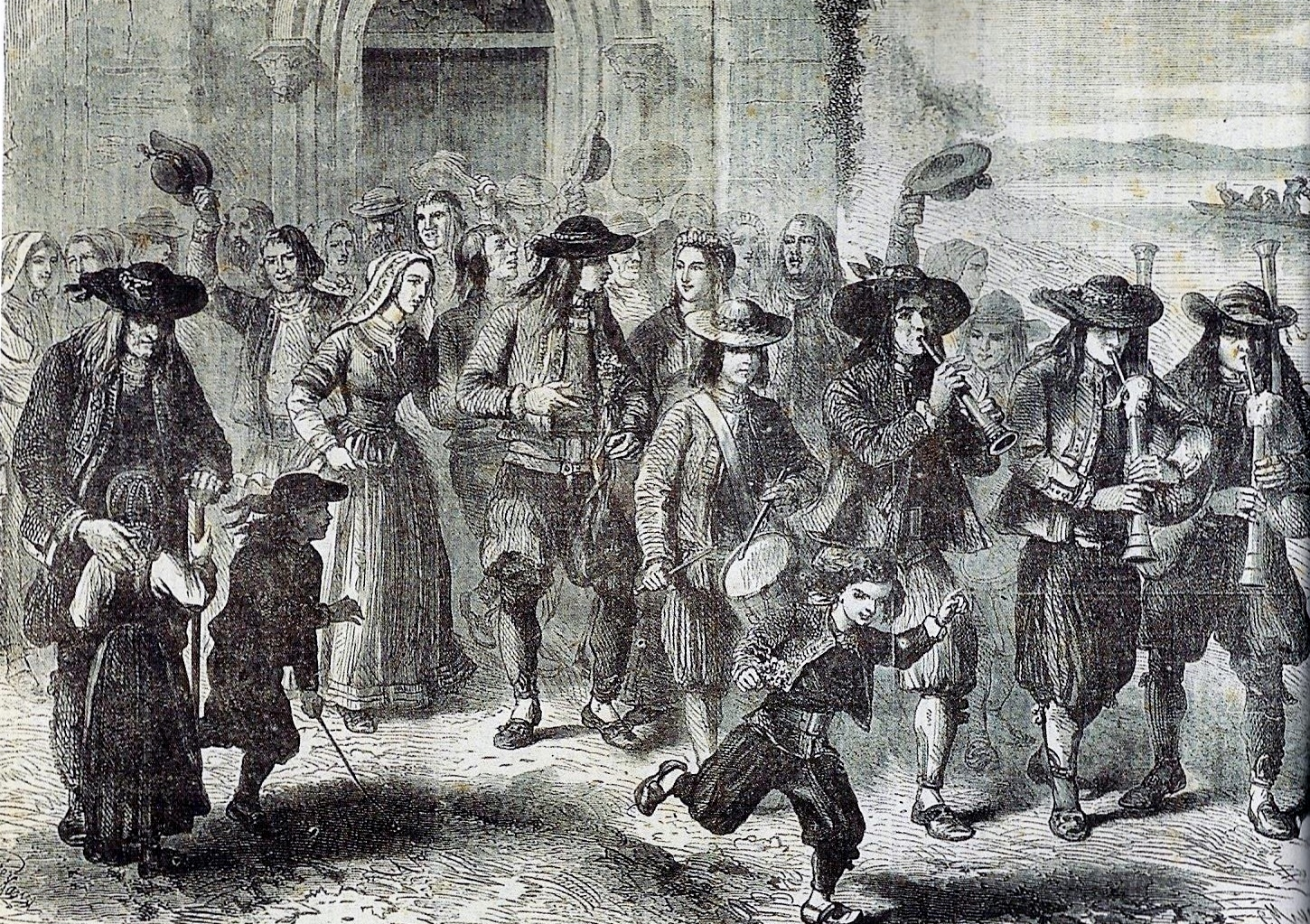
Un mariage à Tréguennec (dessin de Gustave Janet en 1863).

A. Marteville et P. Varin, continuaters d'Ogée, décrivent ainsi Tréguennec en 1845 :

« Tréguennec (...), commune formée par l'ancienne paroisse du même nom, aujourd'hui succursale (...) Principaux villages : Kerbasquet, Kervillic, Tréfry, Mezmeur, Cosquer, Kerguellec. Maison importante : manoir de Kerguiffinec. Superficie totale : 961 ha dont (..;) terres labourables 278 ha, prés et pâtures 540 ha, bois 9 ha, vergers et jardins 7 ha, landes et incultes 108 ha (...). Moulin de Kerguiffinec, à vent. (...). Il y a foire en cette commune le premier vendredi après la Pentecôte. Géologie : granite. On parle le breton. »

#### Mariage et coutume liée au baptême
La revue Le Monde illustré décrit, dans un article écrit par A. Hermant, un mariage à Tréguennec en 1863 ; il évoque notamment les joueurs de biniou à la sortie de l'église.
Selon Gabriel Puig de Ritalongi une curieuse coutume concernait les nouveau-nés dans la région de Tréguennec: « quand un enfant naît, on l'enferme à clef dans une armoire ou dans un coffre, s'il y en a, jusqu'à ce qu'il soit conduit au baptême, le diable pouvant emporter l'âme du nouveau-né ». L'auteur indique toutefois que cette pratique superstitieuse est devenue rare à la fin du XIXe siècle.

#### Description des habitants de Tréguennec en 1892
Un rapport d'avril 1872 indique que Tréguennec fait partie des 28 communes du Finistère à être encore sans école.
L'auteur déjà cité, signant sous le pseudonyme de Paracelse, décrit ainsi les habitants de Tréguennec en 1892 :

« Sur ses bords [de la baie d'Audierne], habite une race toute particulière, dont les spécimens les plus purs se conservent justement au milieu de cette palud de Tréguennec, en plein désert. Ce sont des individus de taille moyennes, à cheveux plats et rudes , aux yeux obliques, à la face écrasée. C'est là qu'on trouve les types les plus accentués de cette race "bigouden", que plusieurs savants rattachent aux Bouriates du lac Baïkal, aux Kalmouks, aux Kalkas et autres Mongols pur sang. Dans la Palud, le type s'est conservé intact, indemne de tout mélange (...). Le pêcheur de goémon de la Palud est sédentaire, et les mariages se font presque toujours entre consanguins. C'est au milieu des dunes que vit le vrai Bigouden, dans des chaumières infectes, s'alimentant uniquement de pommes de terre cuites à l'eau, de coquillages et parfois de quelques poissons qu'il pêche en tirant le goémon, sa grande ressource. C'est avec le goémon qu'il fume une terre ingrate où il ne pousse pas un arbre à deux lieues de la côte ; c'est le goémon qu'il convertit en soude impure pour les marchands de Pont-l'Abbé qui l'achètent à vil prix ; c'est encore le goémon qui lui sert de combustible fumeux et puant pour faire cuire sa maigre pitance. (...) »

Dans cet extrait, ainsi que dans la suite du texte non reproduit ici, où l'auteur compare la langue parlée (le breton) aux dialectes indochinois et décrit les vêtements bigoudens portés comme ayant des similitudes avec les vêtements portés par ces Asiatiques, Paracelse se fait l'écho de théories « scientifiques » totalement fantaisistes, mais alors à la mode, assimilant les Bigoudens à ces peuples asiatiques.

### LeXXesiècle

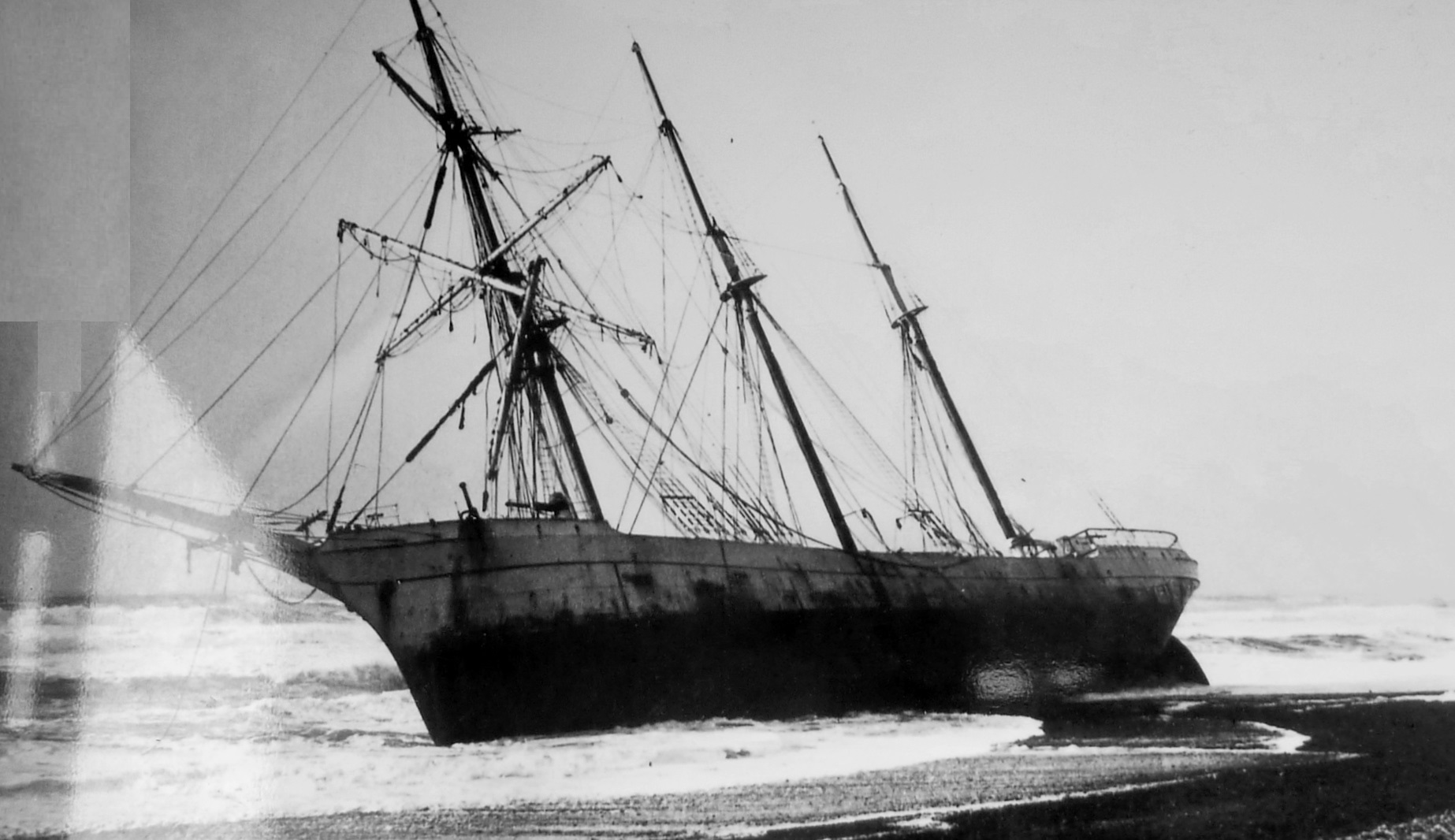
Le naufrage du trois-mâts Antoinette sur la côte de Tréguennec le 6 janvier 1912 (le bateau fut démoli sur place).

#### La Belle Époque

##### Les naufrages et sauvetages
Grâce au porte-amarres installé à Plovan en 1868, en 1876, sept hommes du brick norvégien Henry furent sauvés au large du lieu-dit Kervabac en Tréguennec : « Au premier coup, la flèche est arrivée à bord, le va-et-vient a été établi, et les huit naufragés sont descendus à terre sains et saufs ».
Le 26 mars 1897, l'équipage du Sancta Maria, de Dunkerque, perdu lors d'une forte tempête dans les brisants de Tréguennec, fut sauvé par le bateau de sauvetage de Penmarch, le Maman Poydenot.
En février 1900, le dundee Sterenden, de Tréguier, fut jeté à la côte lors d'une tempête entre Tréguennec et Penmarch ; l'équipage put être sauvé.
Le 19 octobre 1901, la goélette René, de Saint-Malo, qui venait des bancs de Terre-Neuve avec un chargement de 21 000 morues, s'échoue sur la côte de Tréguennec ; le naufrage fait huit noyés et treize survivants, dix sauvés par les douaniers de Plovan au moyen d'un va-et-vient que ceux-ci avaient organisé, les trois autres étant recueillis dans la mâture du René.
Trois cultivateurs de Tréguennec (Michel Kerloch, Joseph Durand, Jean Gentric) reçurent un témoignage officiel de satisfaction du ministre de la Marine pour avoir participé au sauvetage de l'équipage du trois-mâts Savoyard, naufragé dans la Baie d'Audierne le 26 octobre 1903.
Le 10 septembre 1910, le bateau de pêche Amour-du-Drapeau, du Guilvinec, parti pêcher le maquereau, s'échoua sur la côte face à la chapelle Saint-Vio, l'homme de quart s'étant endormi ; l'équipage fut sauvé.
Le 6 janvier 1912, le trois-mâts goélette Antoinette fut jeté à la côte de Tréguennec lors d'une forte tempête et par la suite, s'enfonçant sous le sable, se brisa en deux ; le 15 avril 1912 le ministre de la Marine donne officiellement un témoignage de satisfaction aux personnes ayant contribué au sauvetage de l'équipage ; parmi les sauveteurs cités, plusieurs sont de Tréguennec : Tudy Jolivet (alors maire de la commune), Guillaume Caoudal (tailleur), Jean Bilien (garde), Sébastien Cossec (cultivateur), Jean Le Rhue (cultivateur).

##### Autres faits survenus pendant la Belle Époque
En décembre 1902 le commissaire de police de Quimper note à Tréguennec « un défaut de connaissance de la langue française de la part d'une grande partie » de la population.
Les élections municipales du 1er mai 1904 à Tréguennec furent annulées par le Conseil de préfecture du Finistère le 17 juin 1904.
Par arrêté préfectoral du 31 juillet 1904, l'école des filles de Tréguennec fut laïcisée en vertu de la loi sur les congrégations.
En mars 1906, les paroissiens de Tréguennec empêchèrent temporairement l'inventaire des biens d'église à Tréguennec.

#### La Première Guerre mondiale

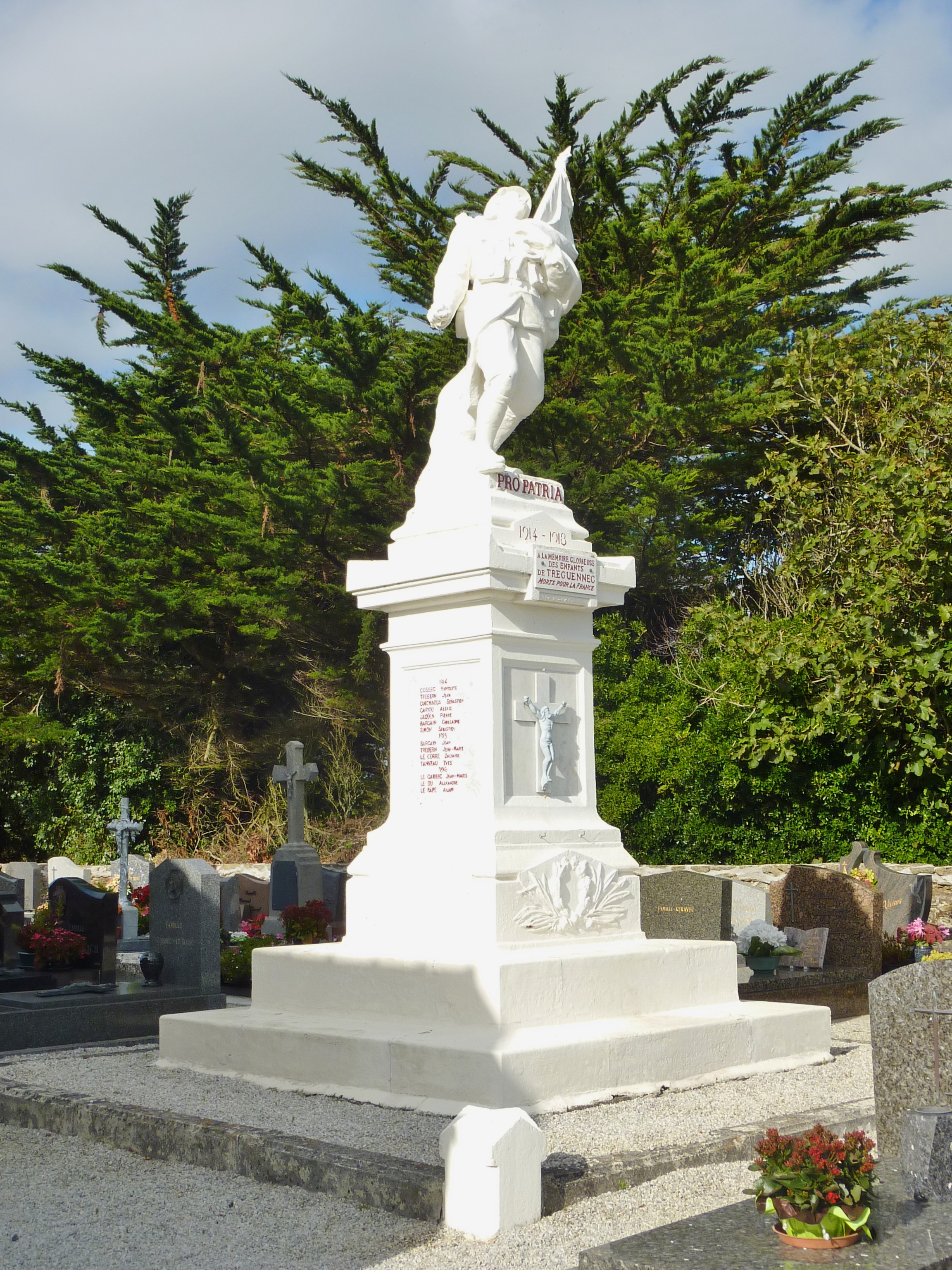
Tréguennec : le monument aux morts.

Le monument aux morts de Tréguennec porte les noms de 25 soldats et marins morts pour la France pendant la Première Guerre mondiale ; parmi eux, trois sont morts dans les Balkans lors de l'expédition de Salonique (Pierre Balouin et Pierre Nicolas en Grèce ; André Le Pape en Serbie) ; Louis Bargain est mort à Dakar (Sénégal) ; Jean Trébern est mort des suites de ses blessures alors qu'il était prisonnier en Allemagne ; la plupart des autres sont décédés sur le sol français.

#### L'Entre-deux-guerres
Entre les deux guerres mondiales le bourg de Tréguennec n'existait pratiquement pas : les deux églises, la mairie, les écoles n'étaient pas encore reliées par un habitat intermédiaire et, lors des recensements, la commune déclarait donc qu'elle n'avait aucune population agglomérée.
Une épidémie de nature non précisée sévit à Tréguennec en 1921. En 1923, un projet d'aménagement d'une école des garçons et d'une école des filles, chacune à deux classes, se substituant à l'école mixte à quatre classes existante, est approuvé.
Par décret du 17 juillet 1925 du ministre de l'Intérieur, les biens ayant appartenu à la fabrique de Tréguennec, qui étaient placés sous séquestre depuis 1909 (la querelle des inventaires), furent enfin attribués à la commune de Tréguennec. L'affaire traîna en longueur en raison d'un différend opposant un habitant qui demanda la restitution d'un legs effectué par l'un de ses ancêtres à la fabrique de Tréguennec, la procédure étant allée jusque devant le Conseil d'État.
Des restes de la frégate française Amphitrite, coulée en 1795 au large de Tréguennec, notamment trois gros canons, furent découverts en 1926 lors d'une grande marée.
En 1939, la famille de Joseph Marie Pérennou, de Tréguennec, qui avait treize enfants, obtint le prix Cognacq-Jay d'un montant de 20 000 francs.
Le journal L'Ouest-Éclair écrit le 26 juin 1939 que « les nombreux producteurs de pois des palues de Penmarch, Plomeur, Saint-Jean et Tréguennec, dont la récolte des pois est la principale, sinon la seule, ressource, après l'année désastreuse de 1938, ne pourront guère améliorer leur sort cette année ». Le journal L'Humanité écrivait déjà en 1935 : « C'est la misère aussi chez les petits paysans que le Crédit agricole menace de saisies, menace aiguë chez les petits producteurs de pois de Plomeur, Penmarch, Saint-Jean, razziés férocement par le patronat de la conserve ».

#### La Seconde Guerre mondiale

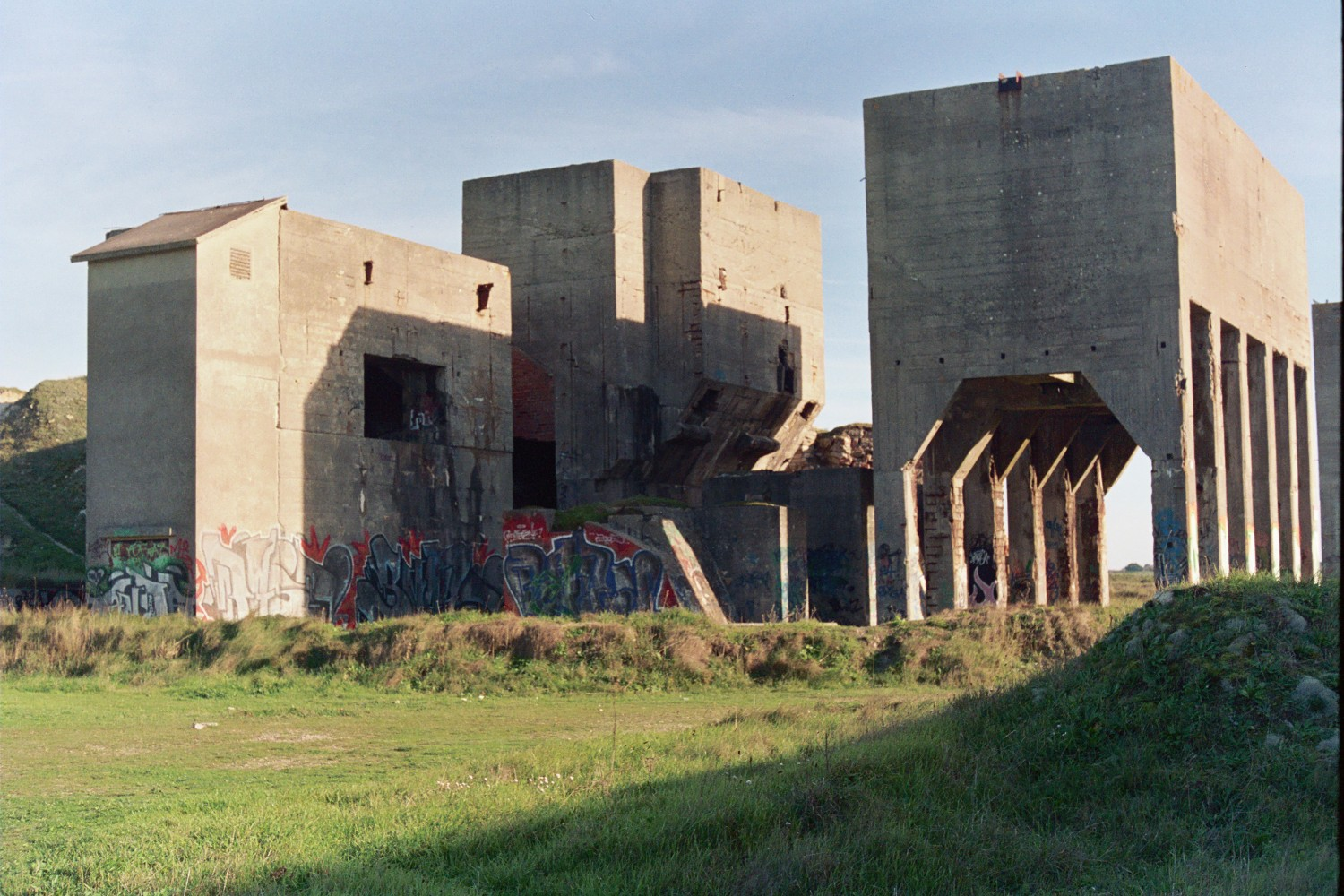
Tréguennec, camp Todt, bâtiments de production.

Le monument aux morts de Tréguennec porte les noms de 5 personnes mortes pour la France pendant la Seconde Guerre mondiale ; parmi elles, Marcel Cossec est un marin disparu en mer.Yves Le Corre était instituteur à l'école de Tréguennec, ainsi que son épouse Germaine ; ils avaient trois petites filles. Les Allemands construisirent pendant la Seconde Guerre mondiale une importante usine de concassage de galets (camp Todt), prélevant ces derniers dans le cordon de galets de la baie d'Audierne, l'Ero Vili, qui fut alors partiellement détruit, afin d'alimenter en béton les différentes fortifications du Mur de l'Atlantique dans la région, notamment à Brest. Un livre (Ero Vili. Le chantier de galets de Tréguennec) a été publié en 2019.
La gare de Tréguennec est mitraillée par un appareil inconnu (un mort et deux blessés) le 21 mai 1944.
Dans la soirée du 11 août 1944, un convoi naval allemand composé de deux patrouilleurs (des chalutiers armés), le V720 et le V719, et d'un petit cargo, le Tellus, venant de Brest, est attaqué au large de Plovan par des destroyers britanniques. Le V720 est touché (de 6 à 8 marins allemands meurent) et les 75 survivants parviennent à gagner le continent sur une baleinière et des radeaux, et se réfugient dans les blockhaus de l'usine de concassage de galets de Tréguennec. Ils sont attaqués par la 3e section de la compagnie FFI de Pont-l'Abbé, bientôt renforcés par d'autres résistants venus de Loctudy et de Plogastel. Faits prisonniers, les marins allemands sont conduits à l'école de Tréguennec avant d'être confiés pour partie à la compagnie de Plogastel, les autres étant parqués au camp FFI de Lanniron, à Quimper, avant d'être remis à l'armée américaine. Le V719 parvint à retourner à Brest et le Tellus se réfugia à Concarneau (il fut coulé le 15 août 1944 au large de Saint-Gilles-Croix-de-Vie).

#### L'après Seconde Guerre mondiale
L'entreprise "Société des carrières de l'Ouest", qui exploitait la carrière de Tréguennec était tenue de respecter un périmètre de protection de 100 mètres autour du site préhistorique de Prat-ar-Hastel. Mais l'exploitant dépassant ce périmètre d'une cinquantaine de mètres, la municipalité menaça de démissionner collectivement si les Monuments historiques faisaient fermer la carrière où travaillaient 13 ouvriers. En 1967 le périmètre de protection fut réduit à 13 mètres... ce qui n'empêcha pas la fermeture de la carrière en 1969.

### LeXXIesiècle

#### Le problème du sexotourisme dans les dunes
Le maire de Tréguennec a porté plainte en 2021 contre des individus se livrant à des activités sexuelles ou à de l'exhibitionnisme dans les dunes de la commune qui est devenue un point chaud du sexotourisme.

## Politique et administration

### Héraldique, logotype et devise
| Armes de Tréguennec | Elles peuvent se blasonner ainsi aujourd'hui : ... |

Selon le descriptif officiel des armoiries de Tréguennec, le rouge et l'or symbolisent une commune du pays Bigouden. Elle est « protégée par de précieux galets (les besants d'or) des méfaits possibles de la mer (représentée par la couleur bleue) ».

### Administration municipale
La commune fait partie du canton de Pont-l'Abbé, l'un des trois cantons bigoudens. Elle se rattache à la Communauté de communes du Pays Bigouden Sud.

### Liste des maires
| Période       | Période       | Identité                               | Étiquette | Qualité |
| ------------- | ------------- | -------------------------------------- | --------- | --- |
| 1799          | 1815          | Jean Hervé Le Bastard de Kerguiffinec, |           | Sieur de Kerguiffinec. Avocat.                                                                                 |
| 1809          | 1815          | René Girard                            |           | |
| 1815          | 1845          | Hyacinthe Le Bastard de Kerguiffinec   |           | Fils de Jean Hervé Le Bastard de Kerguiffinec, maire entre 1799 et 1815                                        |
| 1847          | 1871          | Daniel Le Garrec                       |           | |
| 1871          | 1893          | Daniel Le Failler                      |           | Cultivateur |
| 1893          | 1908          | Jean Louis Péron                       |           | |
| 1908          | 1952          | Tudy Jolivet                           | Rad-Soc   | Cultivateur. Chevalier de la Légion d'honneur en 1938 pour avoir exercé les fonctions de maire pendant 30 ans. |
|               | 1965          | Jean Plouhinec                         |           | |
| 1969          |               | René Yannic                            |           | |
| 1971          | 1977          | Pierre Lautredou                       |           | |
| 1977          | 1989          | François Hervé                         | DVG       | |
| mars 1989     | mars 2001     | Émile Bargain                          | PCF       | |
| mars 2001     | novembre 2001 | Alexandre Robin                        |           | enseignant arts plastiques                                                                                     |
| novembre 2001 | août 2005     | Yves Gléhen                            |           | |
| août 2005     | janvier 2007  | Monique Dauchez                        |           | |
| janvier 2007  | mars 2008     | Jean-Claude Jolivet                    | PCF       | |
| mars 2008     | 23 mai 2020   | Claude Boucher                         | PS        | directeur comptable retraité                                                                                   |
| 23 mai 2020   | En cours      | Stéphane Morel                         |           | |

Entre 2001 et 2008, la commune a connu une relative « crise » politique, entraînant la succession de quatre maires différents en l'espace d'un mandat.

## Population et société

### Démographie
L'évolution du nombre d'habitants est connue à travers les recensements de la population effectués dans la commune depuis 1793. Pour les communes de moins de 10 000 habitants, une enquête de recensement portant sur toute la population est réalisée tous les cinq ans, les populations de référence des années intermédiaires étant quant à elles estimées par interpolation ou extrapolation. Pour la commune, le premier recensement exhaustif entrant dans le cadre du nouveau dispositif a été réalisé en 2007.

En 2022, la commune comptait 312 habitants, en évolution de −1,58 % par rapport à 2016 (Finistère : +2,16 %, France hors Mayotte : +2,11 %).
| 1793 | 1800 | 1806 | 1821 | 1831 | 1836 | 1841 | 1846 | 1851 |
| ---- | ---- | ---- | ---- | ---- | ---- | ---- | ---- | ---- |
| 305  | 340  | 305  | 348  | 401  | 481  | 445  | 457  | 503  |

| 1856 | 1861 | 1866 | 1872 | 1876 | 1881 | 1886 | 1891 | 1896 |
| ---- | ---- | ---- | ---- | ---- | ---- | ---- | ---- | ---- |
| 544  | 553  | 591  | 532  | 560  | 577  | 599  | 626  | 601  |

| 1901 | 1906 | 1911 | 1921 | 1926 | 1931 | 1936 | 1946 | 1954 |
| ---- | ---- | ---- | ---- | ---- | ---- | ---- | ---- | ---- |
| 646  | 675  | 726  | 755  | 724  | 725  | 712  | 649  | 574  |

| 1962 | 1968 | 1975 | 1982 | 1990 | 1999 | 2006 | 2007 | 2012 |
| ---- | ---- | ---- | ---- | ---- | ---- | ---- | ---- | ---- |
| 485  | 399  | 301  | 274  | 303  | 342  | 338  | 337  | 325  |

| 2017 | 2022 | - | - | - | - | - | - | - |
| ---- | ---- | - | - | - | - | - | - | - |
| 318  | 312  | - | - | - | - | - | - | - |

### École
Tréguennec est située dans l'académie de Rennes.
L'école publique prend, le 12 mai 2012, le nom d'école des Trois Galets. Elle compte deux enseignantes. Un accueil périscolaire y est assuré le matin et le soir. À la rentrée 2012, elle reçoit 34 élèves.

### Bibliothèque
Depuis février 2013, la commune dispose d'une bibliothèque, à l'étage de la salle polyvalente. Elle a déménagé dans de nouveaux locaux au rez-de-chaussée en 2024.

## Économie
Tréguennec est une commune de tradition rurale.

### Tourisme
Elle se tourne également vers le tourisme. Elle est équipée de deux campings et d'un gîte communal. Des particuliers proposent gîtes et chambres d'hôte.
Une école de surf est basée en été sur la plage de Kermabec. Hors-saison, l'école se déplace le long de la baie d'Audierne, en fonction des conditions météo.

### Maison de la Baie d'Audierne
Située sur la « Route du vent solaire » (circuit de découverte de la baie d'Audierne), non loin de l'étang de Saint-Vio, la Maison de la Baie d'Audierne (une ancienne longère) sensibilise à la protection de l'environnement et ouvre aux richesses du milieu naturel (dunes, pelouses dunaires, marais littoraux, faune).
Au bord de l'étang, un observatoire permet la découverte des oiseaux.

## Patrimoine

### Lieux et monuments

#### Cimetière préhistorique
Le cimetière préhistorique de Prat-ar-Hastel, dominant la baie, se trouve dans la palud de Tréguennec.

#### Chapelle, menhir christianisé et fontaine Saint-Alor
Saint Alar, connu aussi sous les noms d'Alor, ou Alour, est un ancien évêque de Quimper honoré en Pays Bigouden.
La chapelle Saint-Alor est construite en 1878, d'après des plans de Joseph Bigot, sur l'emplacement de l'ancienne église paroissiale Saint-Alor, tombée en ruine durant la Révolution française. L'ancien centre paroissial se trouvait au Vieux-Bourg jusqu'à la Révolution française, époque à laquelle la ruine de l'église Saint-Alour entraîna le transfert du culte dans la chapelle Notre-Dame de Pitié.
Sur la façade sud de la chapelle on peut lire une inscription en breton : « Savet gant ar barressionis e plas an illis koz. 1878 » (« Érigée par les paroissiens à la place de la vieille église. 1878 »). La chapelle abrite un groupe sculpté polychrome Saint Yves entre le riche et le pauvre, daté de la fin XVIe siècle ou du début XVIIe siècle, des fonts baptismaux, des statues (Pieta, moine, Vierge entre saint Jean et une sainte femme, etc.) ainsi qu'une verrière représentant des scènes de la Passion et de la Crucifixion, classés par les Monuments historiques en 1994.
Un mégalithe christianisé par adjonction d'une croix de fer à son sommet est dressé sur le placître. Communément décrit comme un « menhir datant de l'âge de fer », il semble bien être en réalité une stèle protohistorique de l'âge du fer. Une tête de mort est gravée sur sa face avant.
La fontaine Saint-Alor est située à Nao-Hero, près de Kermabec et les paysans venaient de temps en temps y puiser de l'eau pour abreuver leurs chevaux car saint Alor est considéré comme le saint protecteur des chevaux.

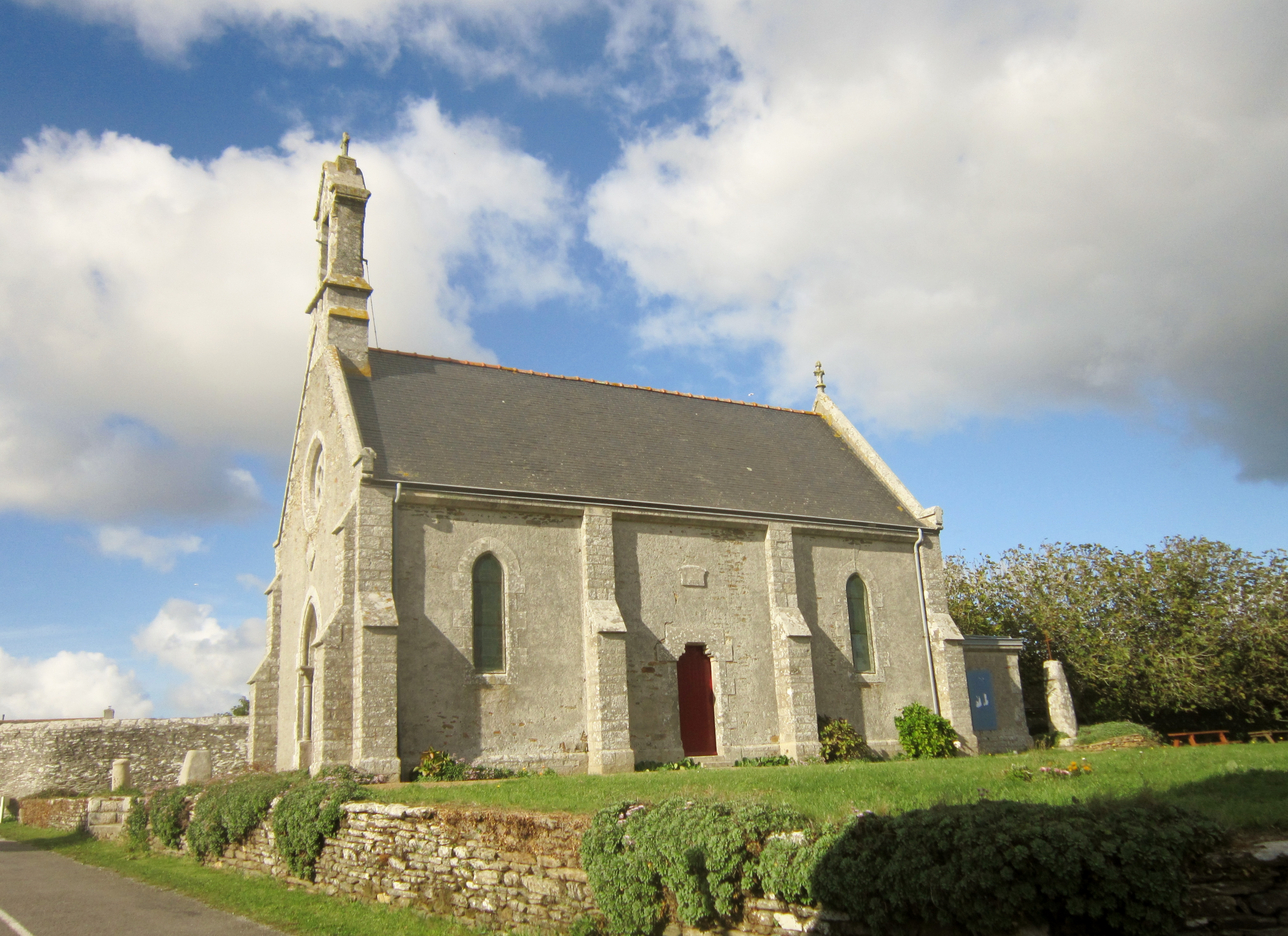
Tréguennec : chapelle Saint-Alor, vue extérieure d'ensemble.
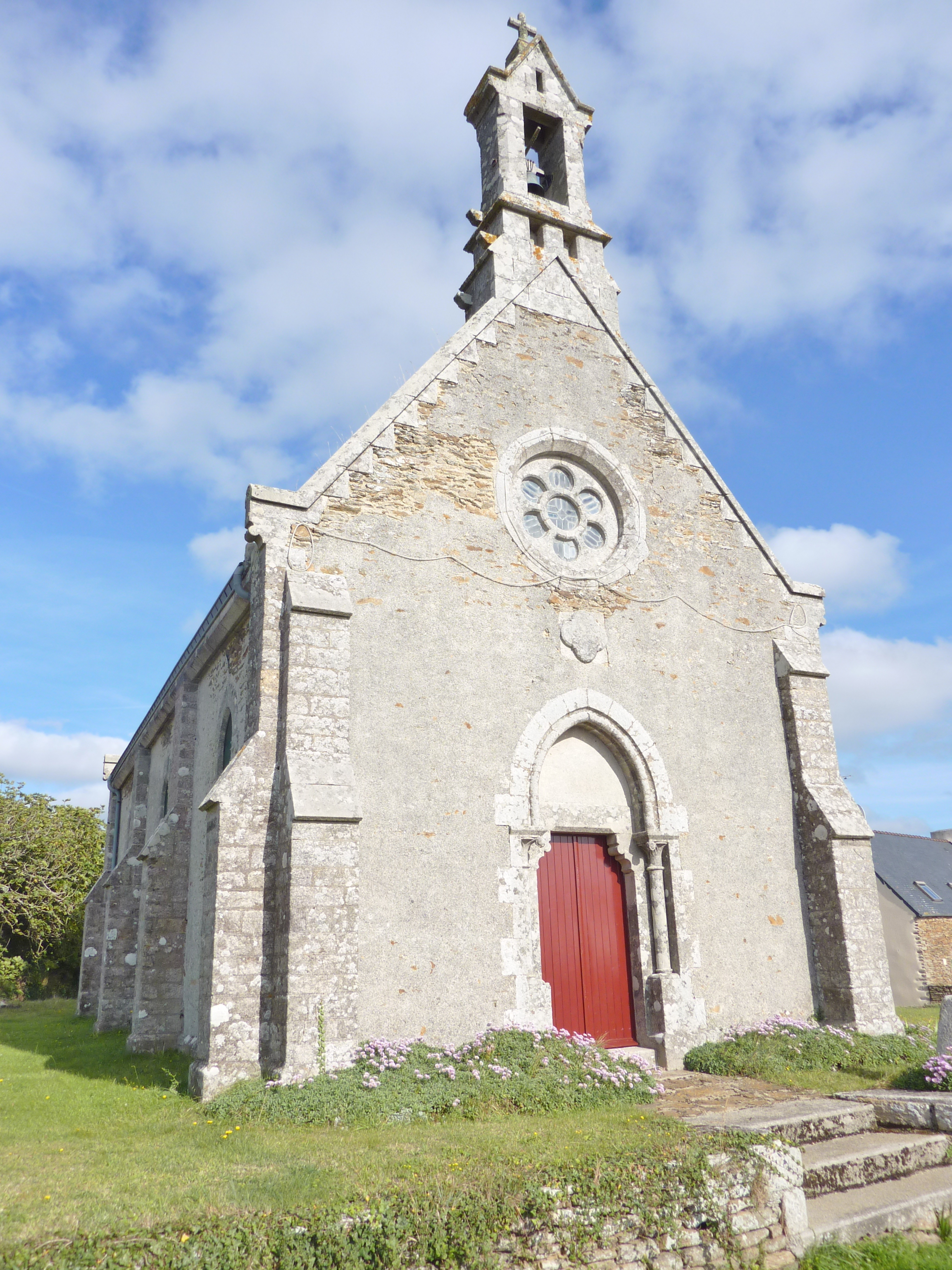
Tréguennec : chapelle Saint-Alor, la façade.
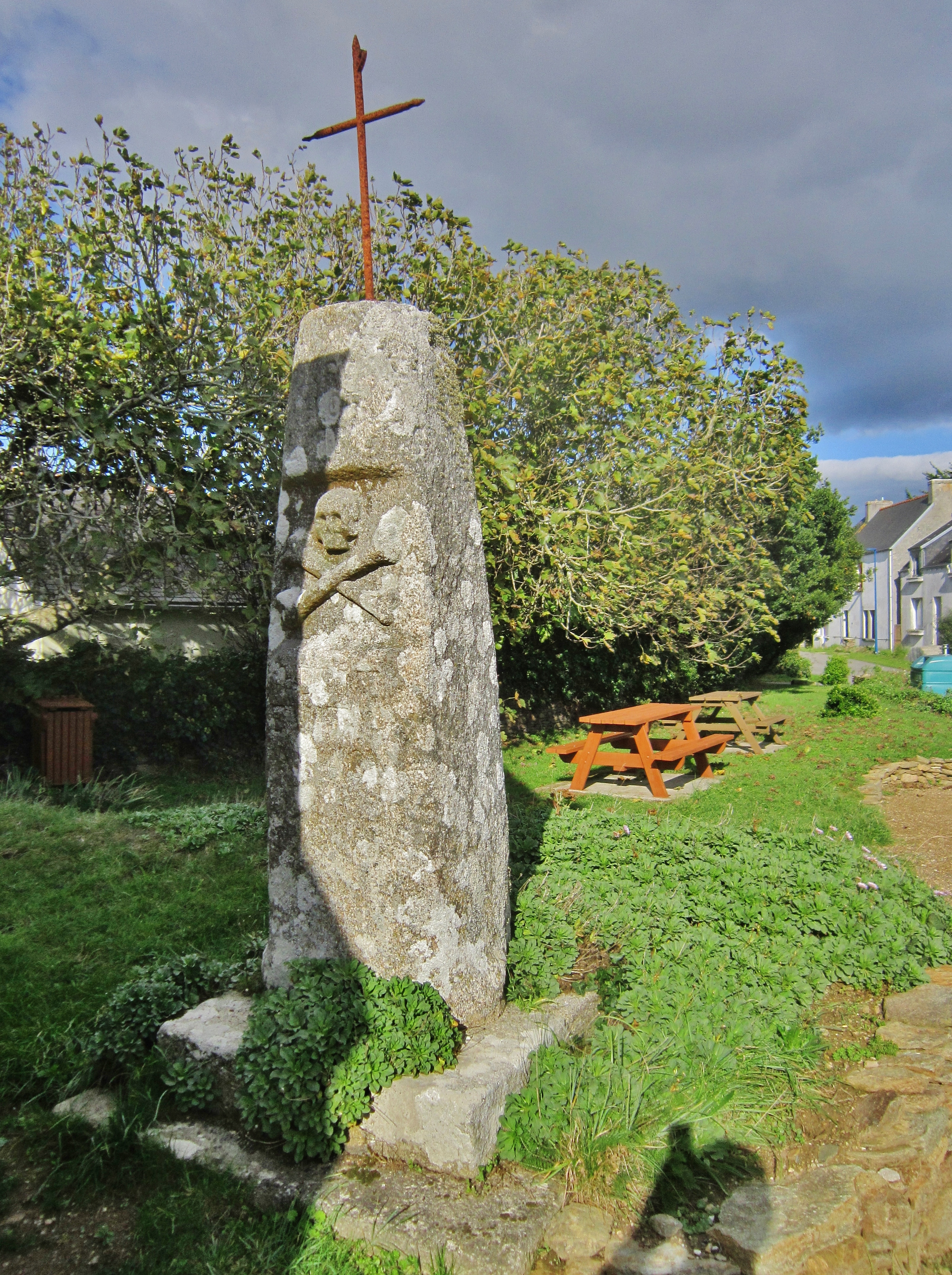
Tréguennec : menhir christianisé près de la chapelle Saint-Alor.
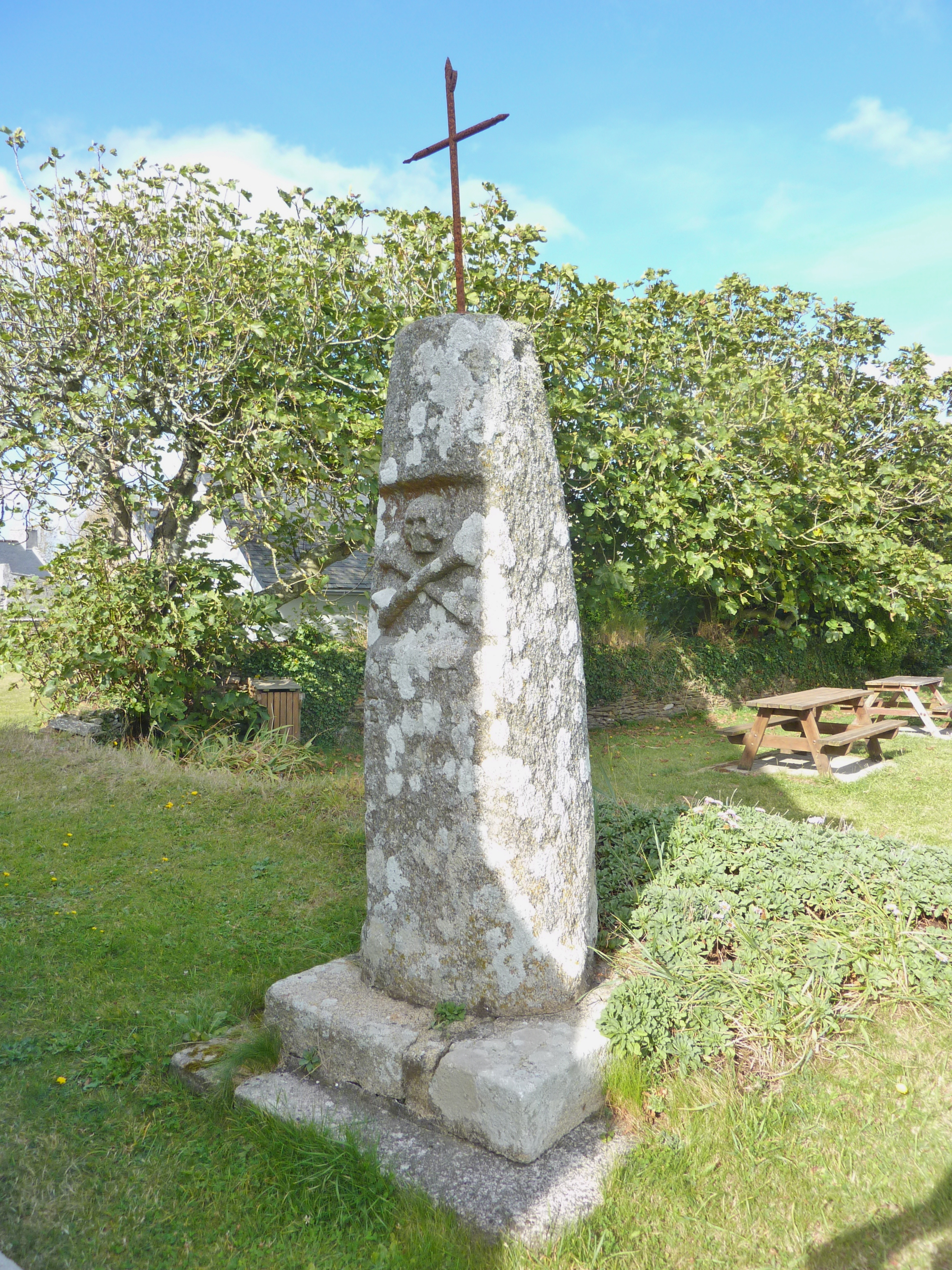
Tréguennec : menhir christianisé près de la chapelle Saint-Alor.

#### Chapelle, stèle et fontaine de Saint-Vio

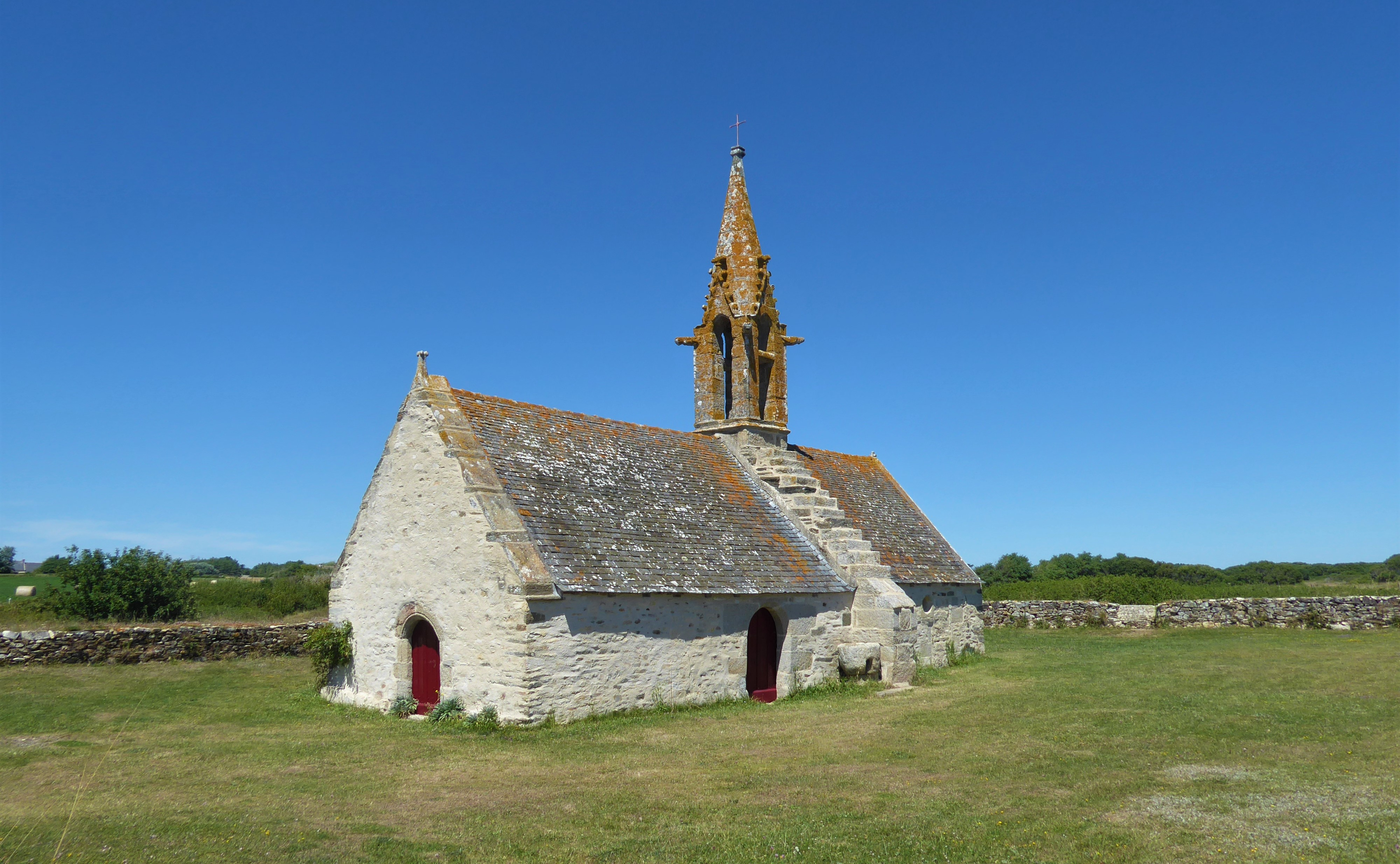
La chapelle Saint-Vio.

La chapelle Saint-Vio est la plus petite des chapelles bigoudènes. Elle est dédiée à un ermite, saint Vio (dit aussi saint Nonna ou saint Vougay), qui, selon La Vie des saincts de la Bretaigne armorique d'Albert Le Grand, serait venu d'Irlande au VIe siècle, naviguant sur un vaisseau de pierre (une stèle hémisphérique à cupules de l'âge du fer, posée à une cinquantaine de mètres de l'enclos de la chapelle). Le saint aurait édifié un ermitage à cet endroit. On peut dater la chapelle du XVe siècle. En 1985, une association est créée pour veiller à sa sauvegarde. En 1988, on y met en place un vitrail de Pierre Toulhoat, évoquant la vie de saint Vio. Le pardon a lieu le troisième dimanche de juin.

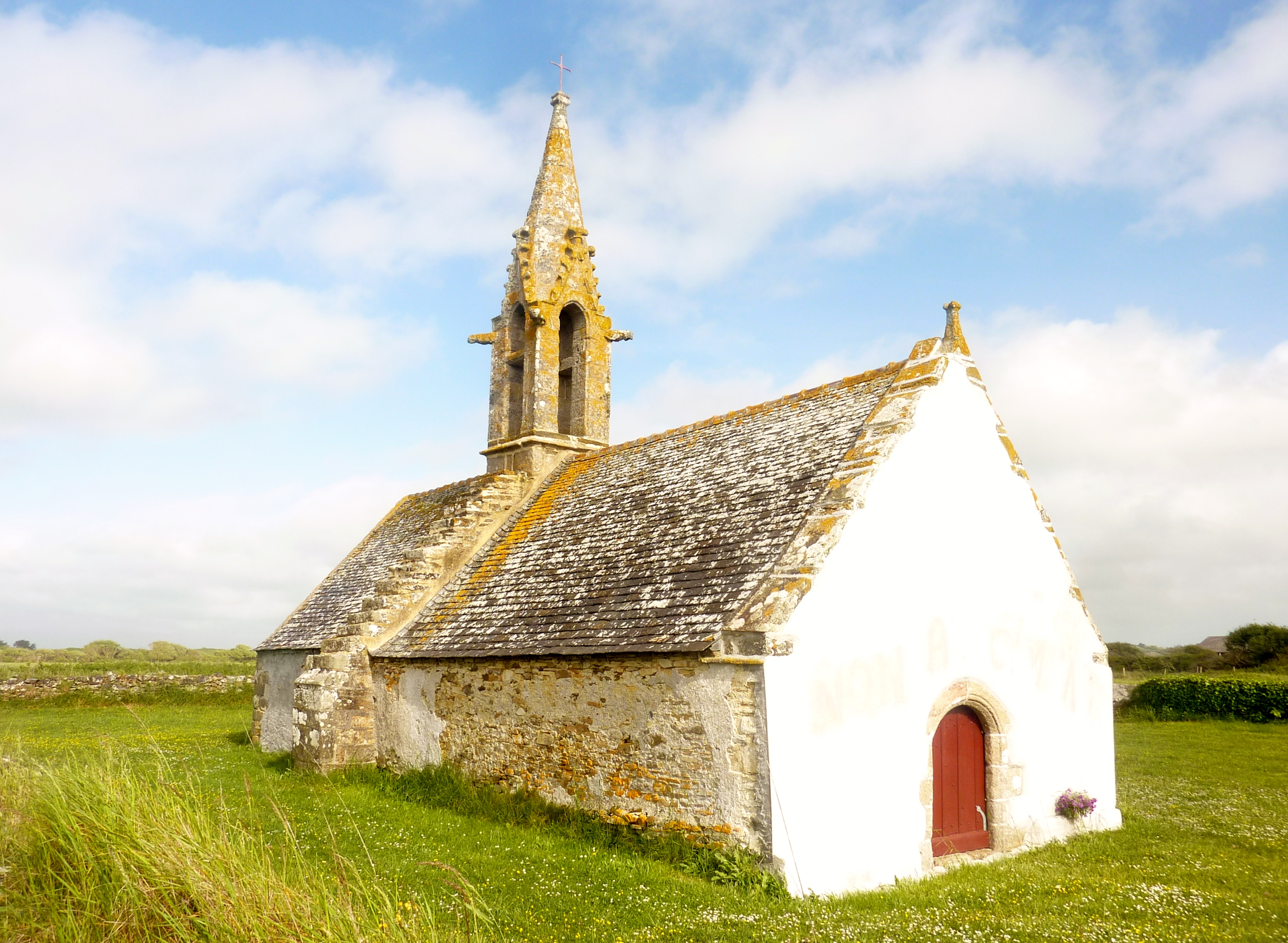
Tréguennec : la chapelle Saint-Vio vue du nord-ouest.
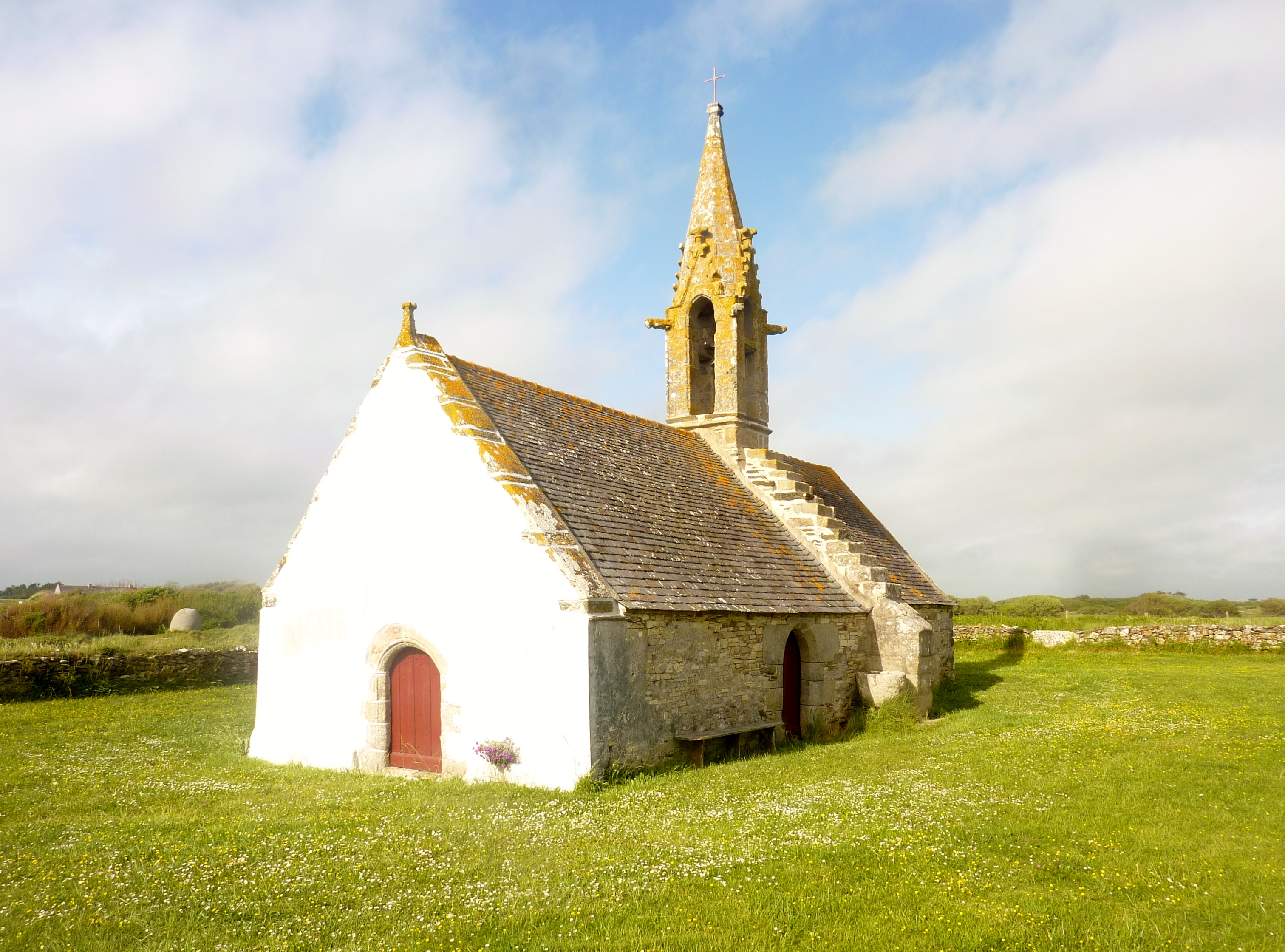
Tréguennec : la chapelle Saint-Vio vue du sud-ouest.
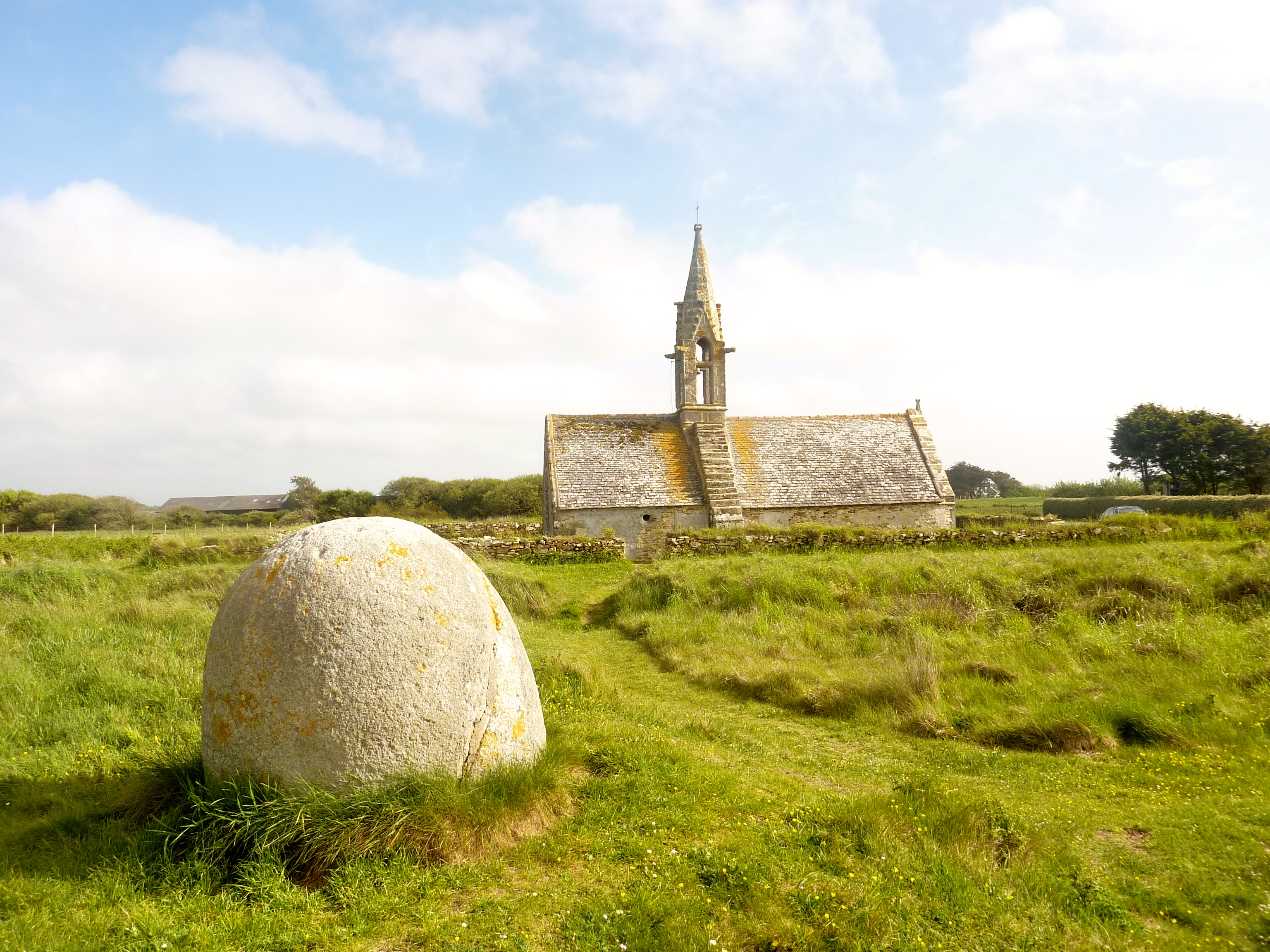
Stèle hémisphérique à cupules, près de la chapelle Saint-Vio.
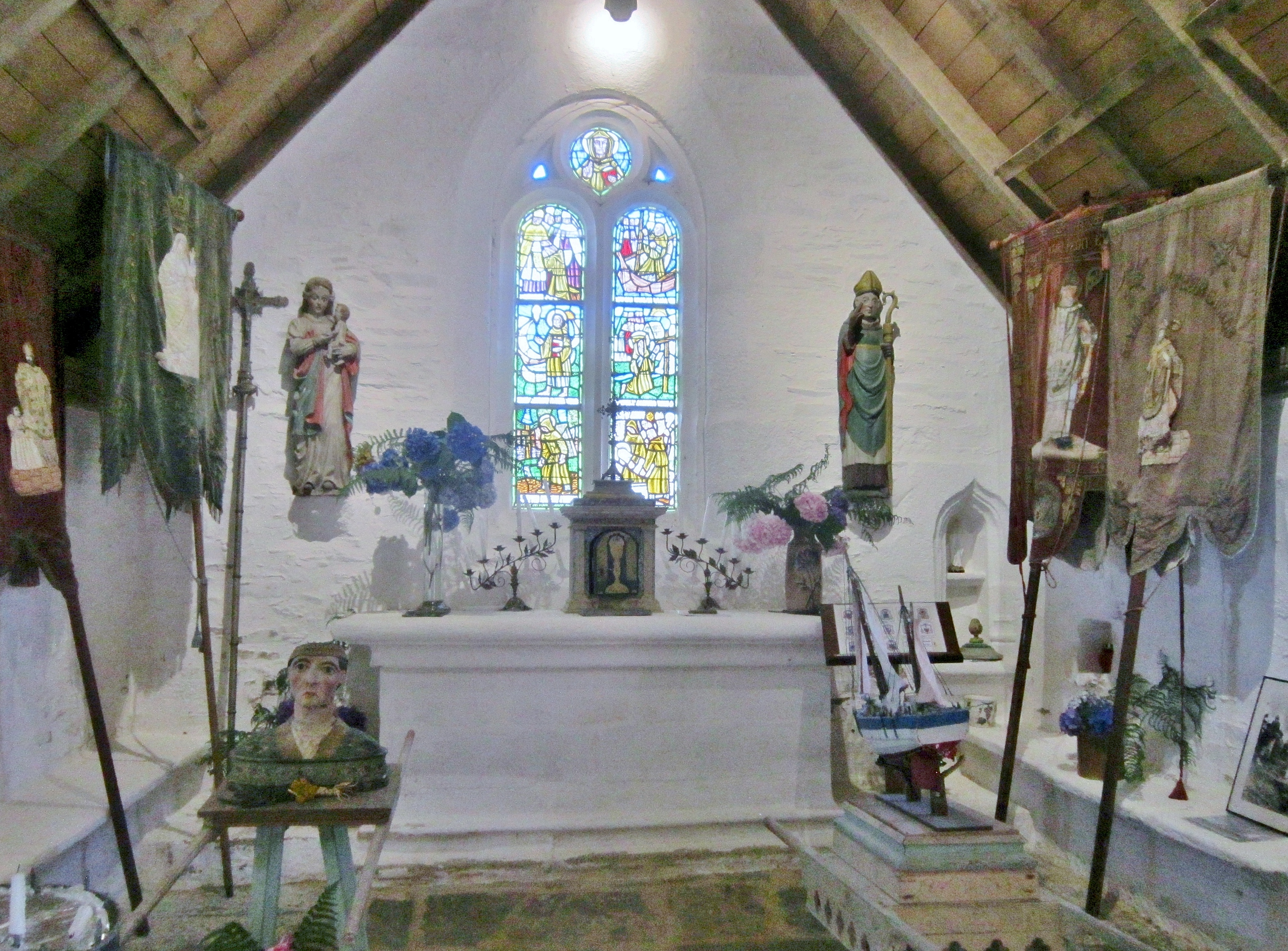
Chapelle Saint-Vio de Tréguennec : le chœur.
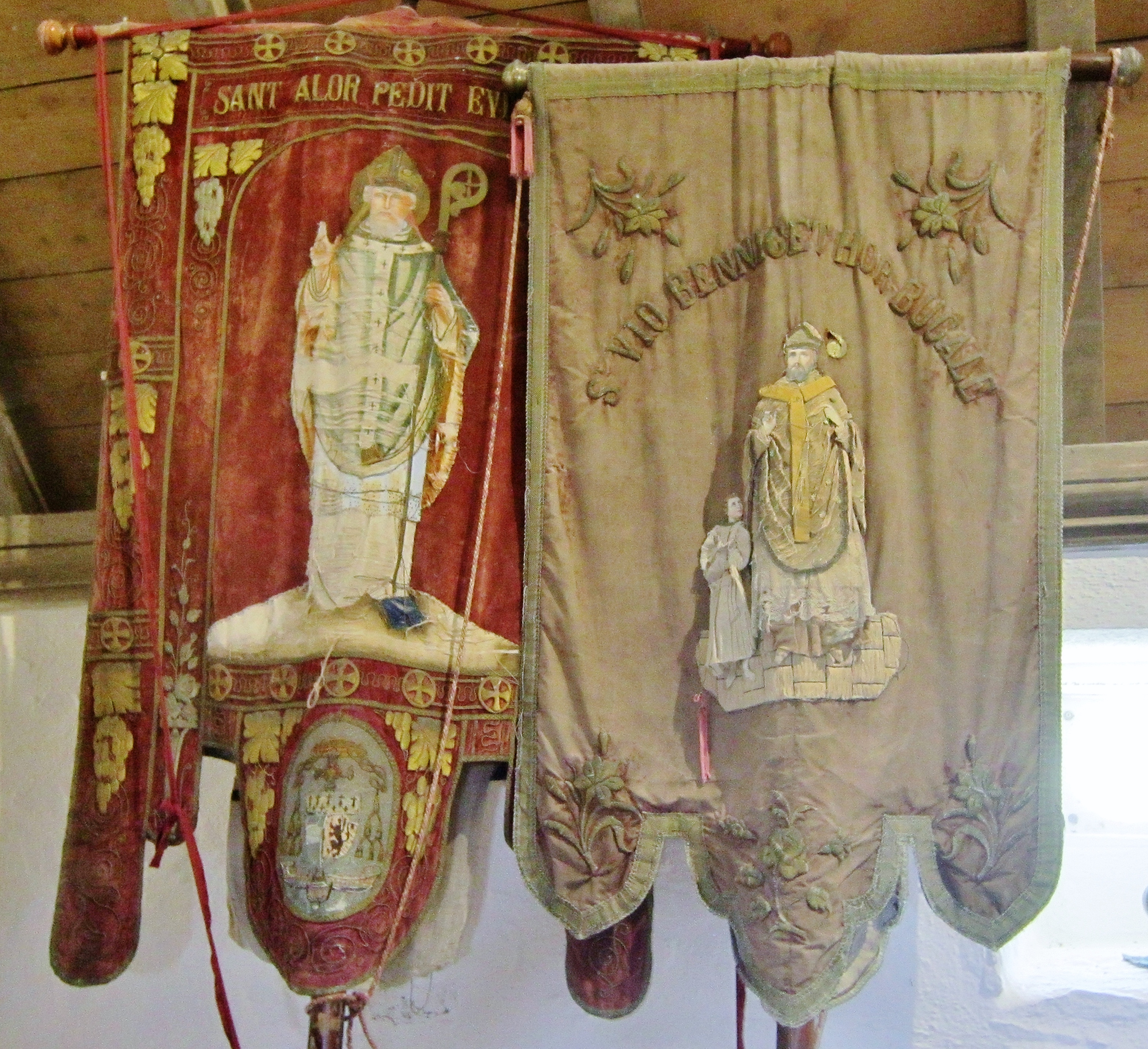
Chapelle Saint-Vio de Tréguennec : deux des bannières de procession (celles de saint Vio et de saint Alor).
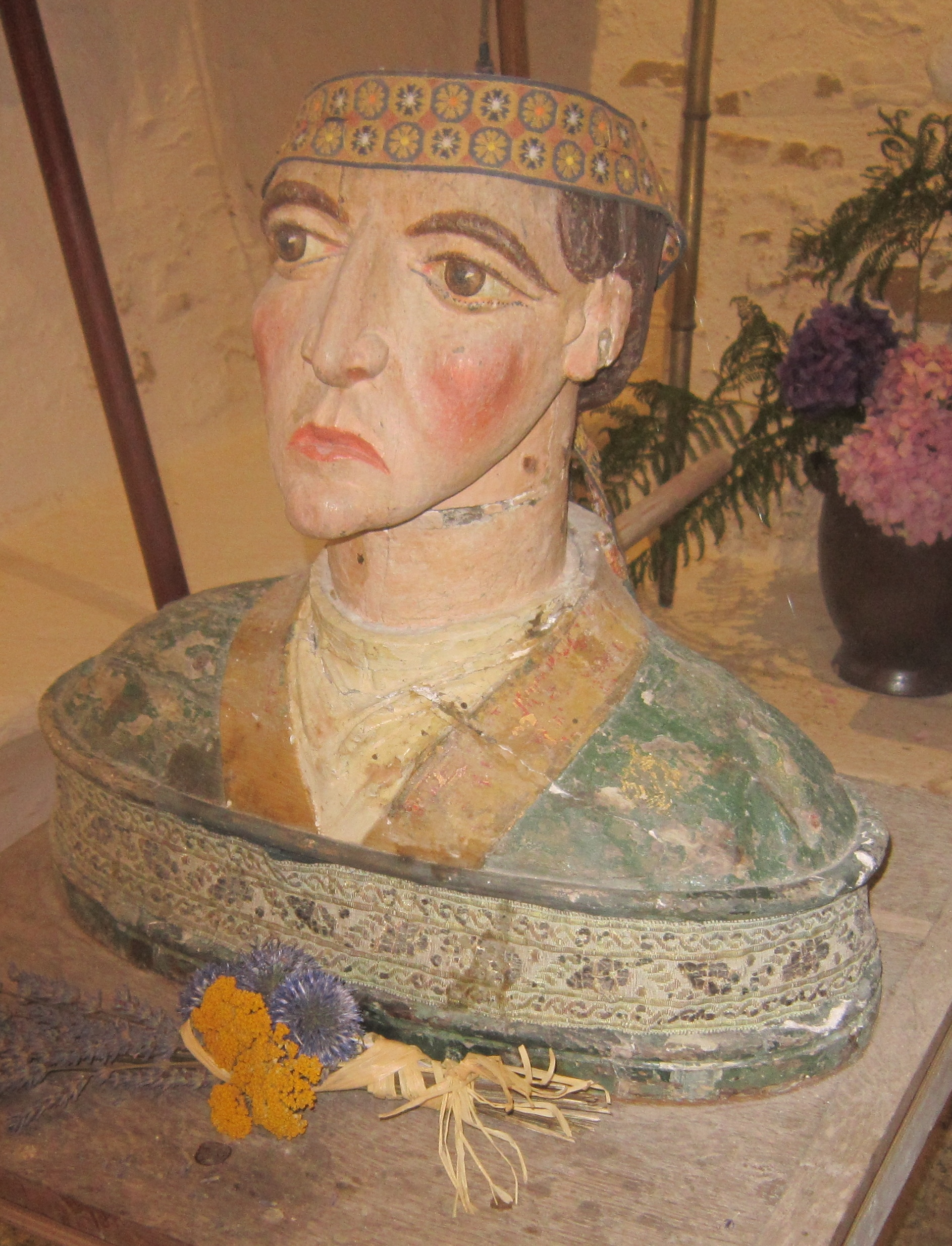
Chapelle Saint-Vio de Tréguennec : reliquaire de saint Vio en forme de statue buste, transporté sur un brancard lors de la procession du pardon.
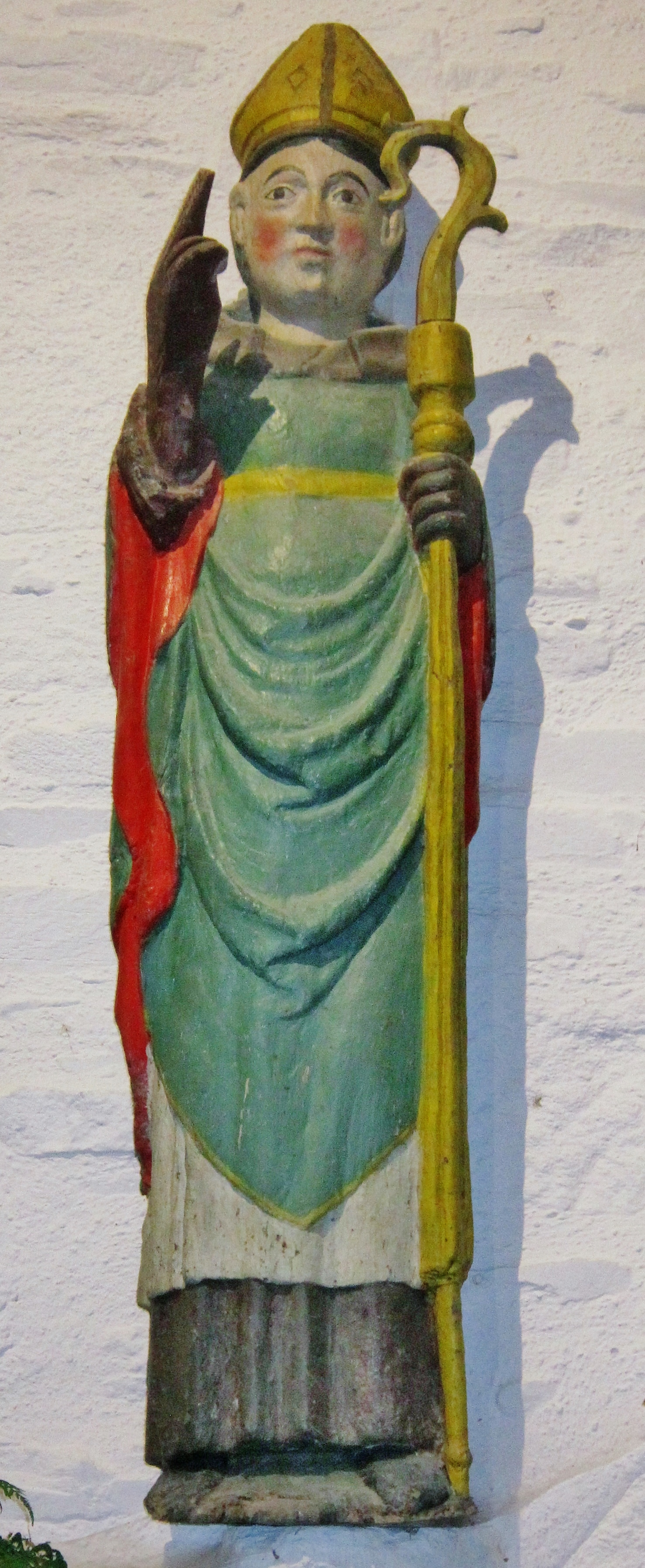
Chapelle Saint-Vio de Tréguennec : statue de saint Alor.
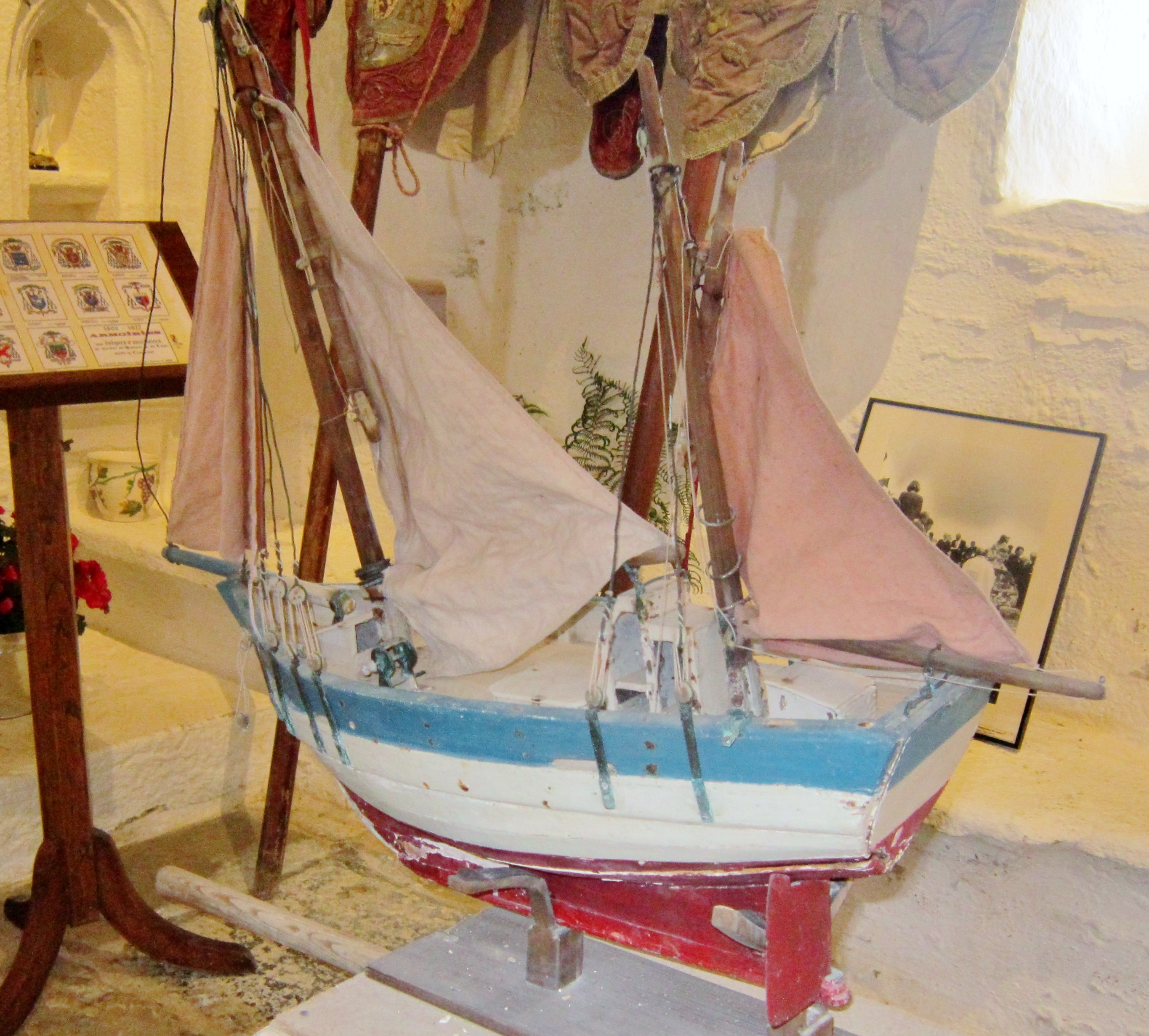
Chapelle Saint-Vio de Tréguennec : bateau ex-voto.

Le reliquaire de saint Vio, qui en fait ne contient pas de reliques, est placé sur un brancard pour être promené en procession le jour du pardon qui a lieu le troisième dimanche de juin.
Non loin de là, se trouve une fontaine du XVIe siècle, réputée miraculeuse.
L'auge de Saint-Vio, située à proximité de la chapelle, servait à blanchir le chanvre ; le pont, fait d'une ancienne dalle funéraire, situé sur le ruisseau devant la fontaine de Saint-Vio est un ancien repamoir (dalle permettant de faire reposer les écheveaux pour les faire sécher après leur rinçage).

#### Église paroissiale Notre-Dame-de-Pitié
La chapelle Notre-Dame-de-Pitié, ou « chapelle neuve », est fondée en 1537, peut-être sur les vestiges d'une chapelle plus ancienne. C'est le seigneur de Kerguiffinec qui en est le fondateur.
Sa riche statuaire s'enrichit considérablement à la suite des missions des pères Michel Le Nobletz et Julien Maunoir, aux XVIIe et XVIIIe siècles.
Devenue bien national au cours de la Révolution, elle est vendue à un particulier en 1794, Louis Quitot, pour 400 livres. Un groupe de paroissiens, à la tête desquels le maire Jean-Hervé Le Bastard de Kerguiffinec, la rachète en 1802. Elle devient alors église paroissiale, en remplacement de l'église ruinée du Vieux-Bourg. On la dote alors d'une sacristie et d'un porche Sud. Le clocher date de 1864 ; la cloche actuelle y est installée en 1949.
Elle continue jusque dans les années 1950 d'être appelée ar chapel (« la chapelle »). Dans les années 1960 Hubert de Sainte-Marie restaure le vitrail du chevet.
Restaurée profondément entre 2007 et 2009 (crépis, voutes en lambris, toiture...), elle est rendue au culte à la fin de cette même année.
Entourée d'un cimetière, ce dernier est clos de murets au XVIIe siècle pour empêcher la divagation des animaux. À gauche de son entrée se trouvent les tombes de la famille Le Bastard de Kerguiffinec, dont Jean Hervé fut maire et influença la transformation de la chapelle en église paroissiale en 1802. À proximité de ces sépultures, une croix en granite, portant un Christ en pierre, sur un socle circulaire. À côté, les tombes de deux recteurs de la paroisse, repérables aisément par leurs pierres tombales en ardoise.

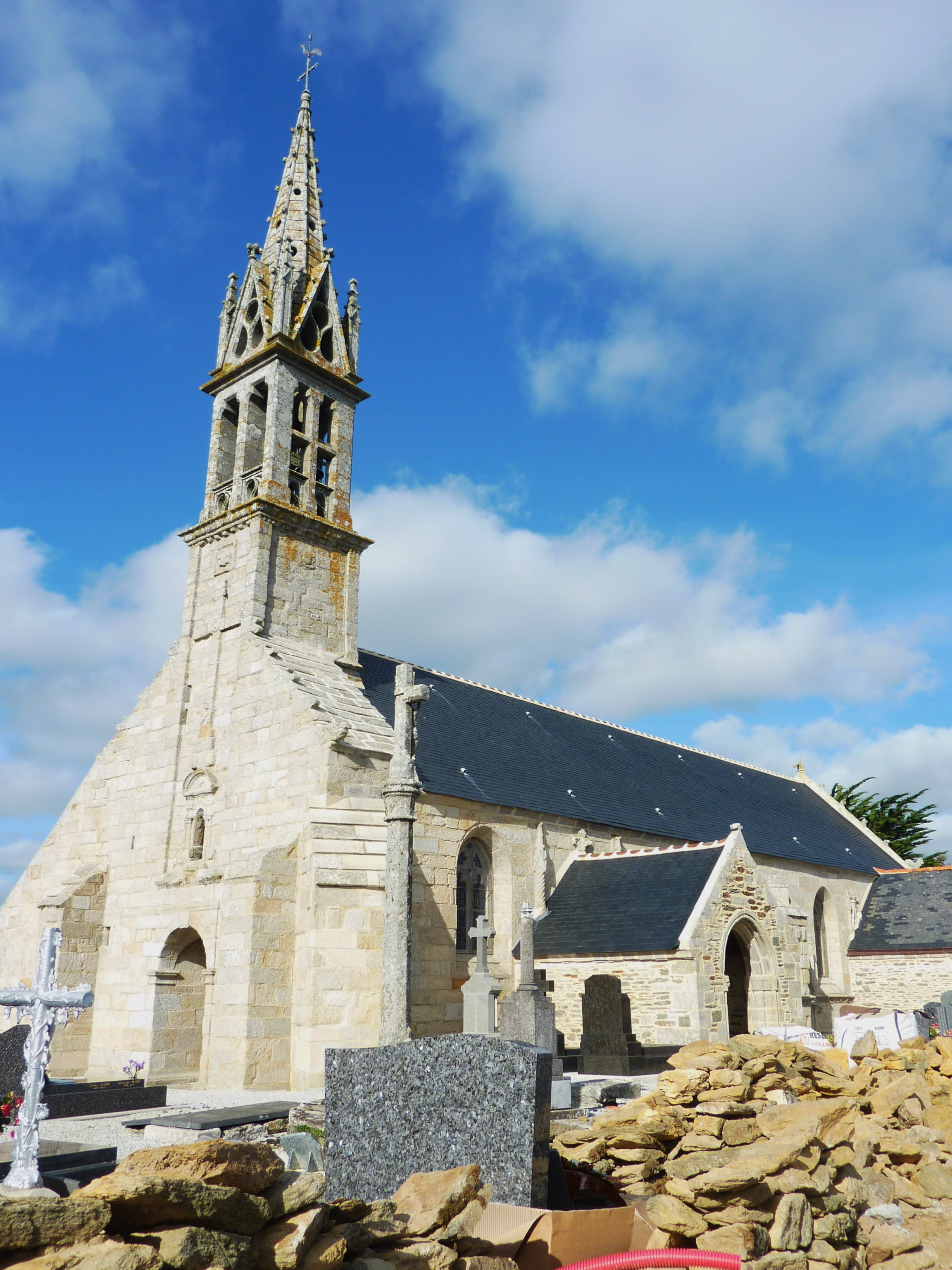
Tréguennec : l'église paroissiale Notre-Dame de Pitié, vue d'ensemble.
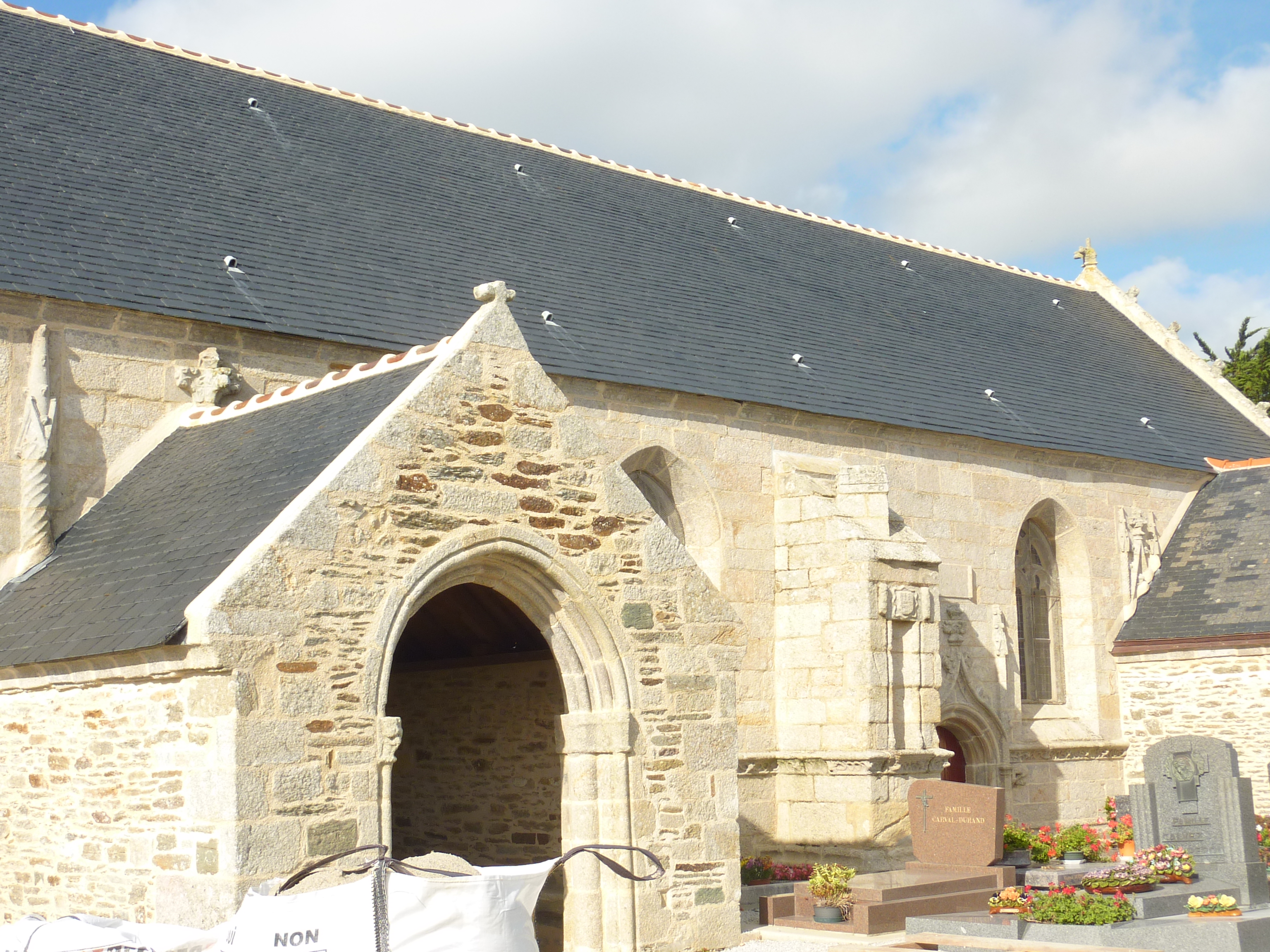
Tréguennec : l'église paroissiale Notre-Dame de Pitié, porche et bas-côté sud.

##### Architecture
Cet édifice est d'un plan basilical simple, orienté, auquel vient s'ajouter le porche et la sacristie au début du XIXe siècle. Il est construit en granite et en schiste local. Il est constitué d'une nef et d'un seul bas-côté, au nord.
La façade sud illustre parfaitement le gothique flamboyant breton du début du XVIe siècle. Deux entrées percent ses murs, la petite étant réservée au seigneur sous l'Ancien Régime. L'entrée sud principale est marquée par le porche dit « du baptême », constitué probablement d'éléments issus de l'ancienne église paroissiale.
Le chevet est plat, à la mode de l'époque (comme à saint-Nonna en Penmarch par exemple) et présente trois verrières.
La façade nord descend très bas et est appareillée en schiste ; la récente restauration lui rend ses verrières, condamnées auparavant.
Le pignon ouest présente les caractéristiques d'une église à un seul bas-côté de la Cornouaille littorale de l'époque : porche, contreforts, meurtrières, base du clocher. La chambre des cloches et la flèche octogonale sont l'œuvre de Jean-Louis Le Naour, en 1864, sur des plans de Joseph Bigot, architecte diocésain.

### Patrimoine naturel
La plage de sable de Kermabec est située le long d'un cordon de dunes et de galets. Le surf s'y pratique. Un poste de secours y est ouvert durant l'été.

### Patrimoine culturel et historique
- La stèle de Kerbascat-Kergos[126]
- L'usine de concassage de galets de Tréguennec.
- Le manoir de Kerguiffinec[127]
- Le moulin à vent de Kersaux[128], construit au XVIIIe siècle par Jean Hervé Le Bastard de Kerguiffinec (1694-1753) qui avait acheté la terre de Kerguiffinec en 1741.
- La maison de la Baie d'Audierne[129]

## Culture

### Personnalités
- Paul Quéré (1931-1993), peintre et poète, repose au cimetière de Tréguennec.
- Bernard Berrou (né en 1949), écrivain, auteur de Un Passager dans la baie (2005).

### Romans
- Pierre Maël : Un roman de femme, 1895 (publié aussi en feuilleton dans le journal Le XIXe siècle[130] ; l'action se déroule en grande partie à Tréguennec).
- Auguste Dupouy : L'Affligé, 1922 (l'action se déroule à Tréguennec et en baie d'Audierne).
- Bernard Larhant : Les galets de Tréguennec, 2010 (roman policier).